# Vic-en-Bigorre
Vic-en-Bigorre est une commune française située dans le nord du département des Hautes-Pyrénées, en région Occitanie.
Sur le plan historique et culturel, la commune est dans l’ancien comté de Bigorre, comté historique des Pyrénées françaises et de Gascogne. Exposée à un climat de montagne, elle est drainée par l'Adour, l'Échez, le Lys, le canal de Luzerte, le canal du Moulin[Lequel ?], le ruisseau de Dibès, le ruisseau de la Poutge et par divers autres petits cours d'eau. La commune possède un patrimoine naturel remarquable : un site Natura 2000 (la « vallée de l'Adour ») et quatre zones naturelles d'intérêt écologique, faunistique et floristique.
Vic-en-Bigorre est une commune rurale qui compte 4 830 habitants en 2022. Elle est dans l'unité urbaine de Vic-en-Bigorre et fait partie de l'aire d'attraction de Tarbes. Ses habitants sont appelés les Vicquois ou  Vicquoises.

## Géographie

### Localisation
La commune de Vic-en-Bigorre se trouve dans le département des Hautes-Pyrénées, en région Occitanie.
Elle se situe à 17 km à vol d'oiseau de Tarbes, préfecture du département
, bureau centralisateur du canton de Vic-en-Bigorre dont dépend la commune depuis 2015 pour les élections départementales
La commune est par ailleurs ville-centre du bassin de vie de Vic-en-Bigorre.
Les communes les plus proches sont : 
Saint-Lézer (2,5 km), Artagnan (2,7 km), Camalès (3,3 km), Caixon (3,4 km), Sanous (4,2 km), Pujo (4,3 km), Nouilhan (4,4 km), Liac (4,9 km).
Sur le plan historique et culturel, Vic-en-Bigorre fait partie de l’ancien comté de Bigorre, comté historique des Pyrénées françaises et de Gascogne créé au IXe siècle puis rattaché au domaine royal en 1302, inclus ensuite au comté de Foix en 1425 puis une nouvelle fois rattaché au royaume de France en 1607. La commune est dans le pays de Tarbes et de la Haute Bigorre.
Vic-en-Bigorre est limitrophe de 14 autres communes dont Maubourguet au nord par un simple quadripoint, aux Aléas, ainsi que Bazillac au sud-est.
| Nouilhan, Caixon                                                     | Maubourguet (par un quadripoint) | Lafitole, Gensac, Artagnan             |
| Lamayou (Pyrénées-Atlantiques), Casteide-Doat (Pyrénées-Atlantiques) | Vic-en-Bigorre                   | Sarriac-Bigorre                        |
| Sanous, Saint-Lézer                                                  | Pujo                             | Bazillac (par un quadripoint), Camalès |

### Géologie et relief

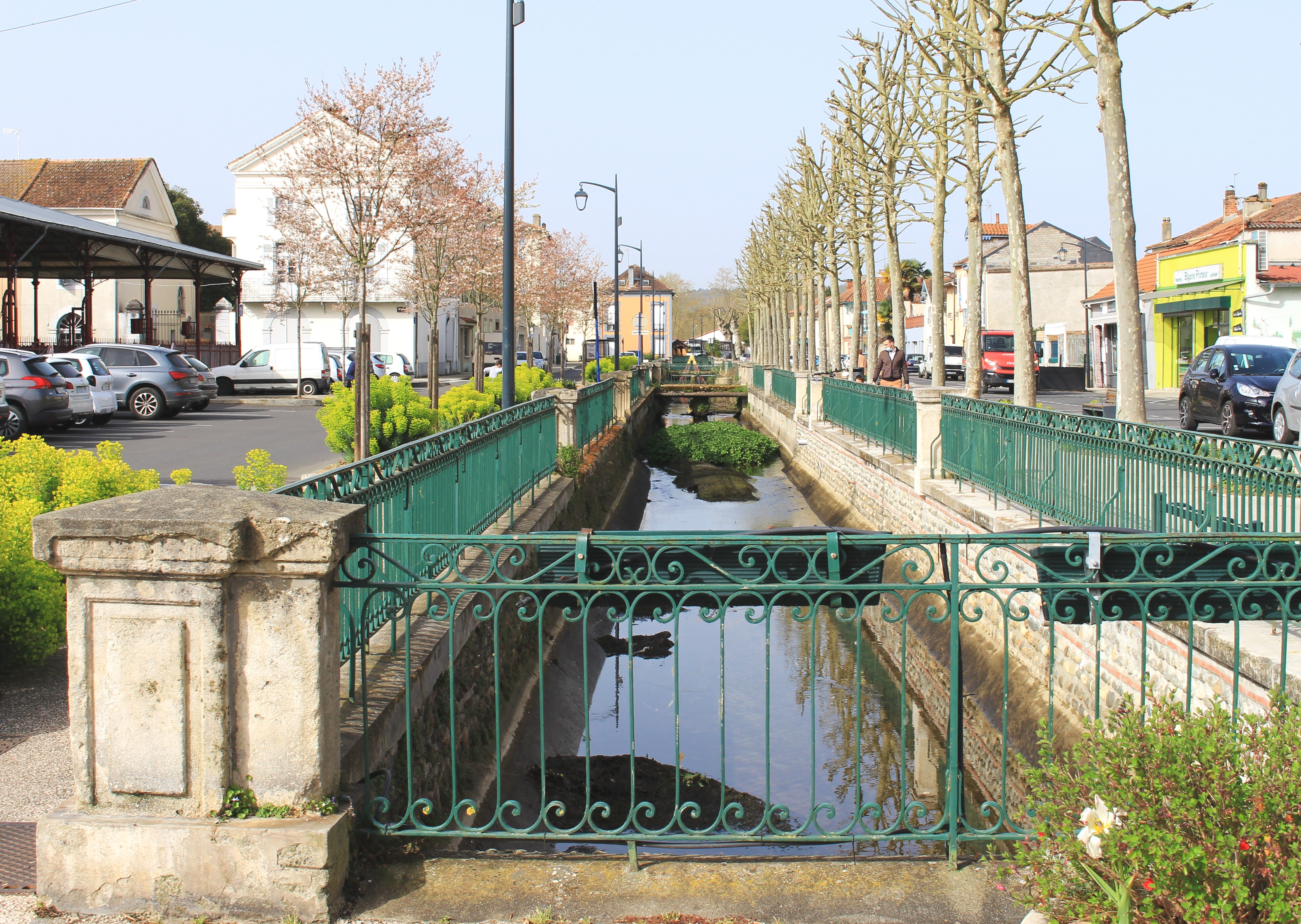
Le canal du Moulin.

Vic-en-Bigorre se situe en plaine entre deux séries de coteaux ; cette situation a été façonnée par le fleuve l'Adour et ses affluents.
Il en résulte que les sols contiennent beaucoup de galets roulés par les cours d'eau en provenance des montagnes ; ces galets ont d'ailleurs été utilisés de manière prépondérante comme matériau de construction dans la région, ils font partie de l'identité du Pays du Val d'Adour.
L'altitude de la mairie de Vic-en-Bigorre est de 216 mètres environ.

### Hydrographie

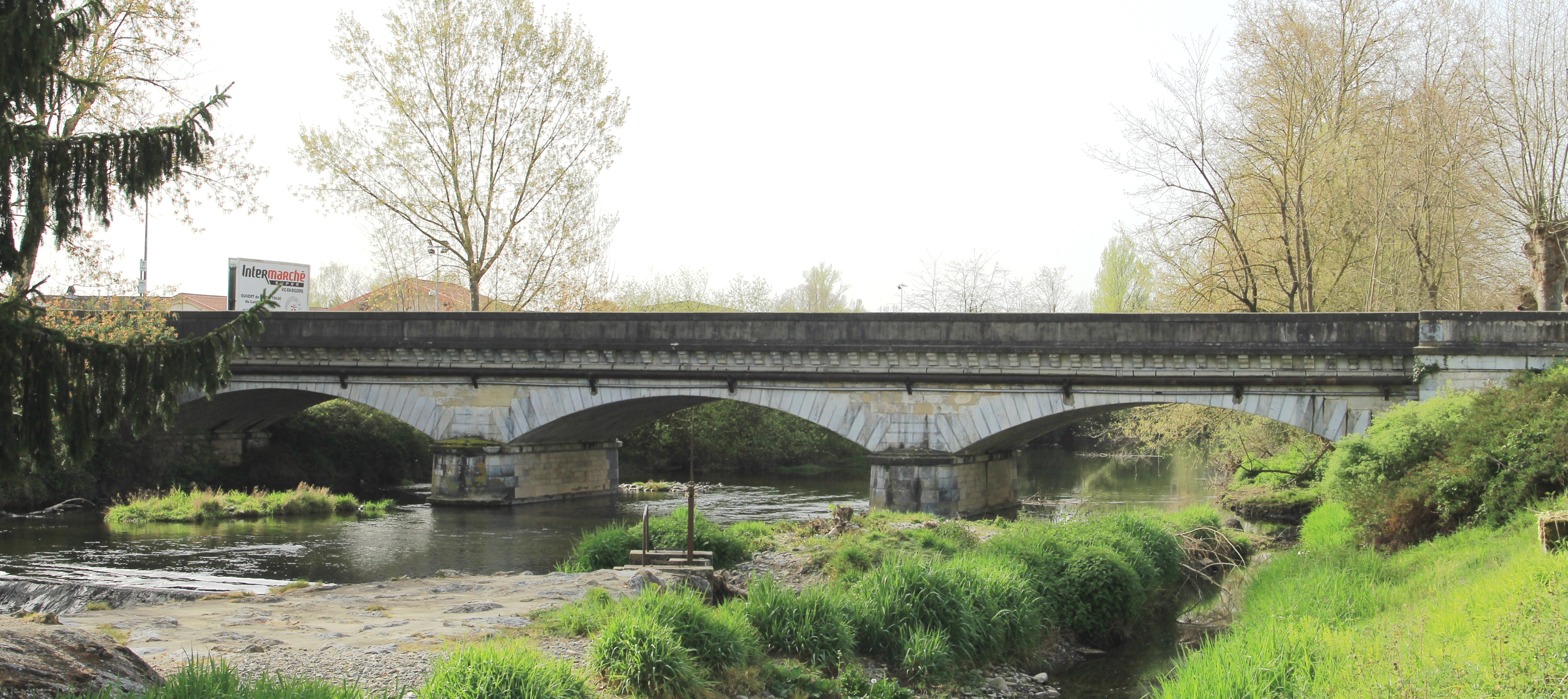
Le pont au-dessus de l'Echez.

Elle est drainée par l'Adour, l'Échez, le Lys, le canal de Luzerte, le canal du Moulin, le ruisseau de la Poutge, un bras de l'Echez, un bras de l'Echez, un bras de l'Echez, Canal de Camalès, Canal de la Herray et par divers petits cours d'eau, constituant un réseau hydrographique de 34 km de longueur totale,.
L'Adour, d'une longueur totale de 308,8 km, se forme dans la vallée de Campan en Haute-Bigorre de la réunion de trois torrents : l'Adour de Payolle, l'Adour de Gripp et l'Adour de Lesponne et s'écoule vers le nord. Il traverse la commune et se jette dans le golfe de Gascogne à Anglet, après avoir traversé 118 communes.
L'Échez, d'une longueur totale de 64,1 km, prend sa source dans la commune de Germs-sur-l'Oussouet et s'écoule vers le nord. Il traverse la commune et se jette dans l'Adour à Maubourguet, après avoir traversé 26 communes.
Le Lys, d'une longueur totale de 29,6 km, prend sa source dans la commune de Ger et s'écoule vers le nord. Il traverse la commune et se jette dans l'Échez à Larreule, après avoir traversé 10 communes.
Le canal de Luzerte, d'une longueur totale de 10,1 km, prend sa source dans la commune de Siarrouy et s'écoule vers le nord. Il traverse la commune et se jette dans le Lys à Caixon, après avoir traversé 5 communes.
Le canal du Moulin, d'une longueur totale de 12,5 km, prend sa source dans la commune d'Oursbelille et s'écoule vers le nord. Il se jette dans l'Échez sur le territoire communal, après avoir traversé 5 communes.

### Climat
Le climat est tempéré de type océanique, en raison de l'influence proche de l'océan Atlantique situé à peu près 150 km plus à l'ouest. La proximité des Pyrénées fait que la commune profite d'un effet de foehn, il peut aussi y neiger en hiver, même si cela reste inhabituel.
La station météorologique de Météo-France installée sur la commune et mise en service en 1987 permet de connaître en continu l'évolution des indicateurs météorologiques. Le tableau détaillé pour la période 1981-2010 est présenté ci-après.
| Mois                                  | jan.          | fév.            | mars            | avril           | mai           | juin          | jui.            | août           | sep.          | oct.          | nov.             | déc.            | année     |
| ------------------------------------- | ------------- | --------------- | --------------- | --------------- | ------------- | ------------- | --------------- | -------------- | ------------- | ------------- | ---------------- | --------------- | --------- |
| Température minimale moyenne (°C)     | 0,2           | 1               | 3,5             | 6               | 10,2          | 13,2          | 14,7            | 14,7           | 11,2          | 7,8           | 3,6              | 0,9             | 7,3       |
| Température moyenne (°C)              | 5,5           | 6,7             | 9,5             | 11,5            | 15,8          | 18,9          | 20,7            | 20,8           | 17,5          | 13,8          | 8,8              | 5,9             | 13        |
| Température maximale moyenne (°C)     | 10,7          | 12,3            | 15,4            | 17              | 21,5          | 24,6          | 26,6            | 26,9           | 23,9          | 19,8          | 13,9             | 10,8            | 18,7      |
| Record de froid (°C) date du record   | −10 27.01.07  | −12 08.02.12    | −9,3 01.03.05   | −3,4 04.04.1996 | 0,5 06.05.19  | 3,4 01.06.06  | 6 08.07.1990    | 4,7 29.08.1998 | 1,1 25.09.02  | −4 25.10.03   | −10,7 23.11.1988 | −12 25.12.01    | −12 2012  |
| Record de chaleur (°C) date du record | 22,5 01.01.22 | 26,8 24.02.1990 | 29,2 21.03.1990 | 30,3 09.04.11   | 33,5 30.05.01 | 39,7 22.06.03 | 39,7 20.07.1989 | 40,4 04.08.03  | 36,1 12.09.16 | 34,1 04.10.04 | 26,6 01.11.20    | 22,6 15.12.1989 | 40,4 2003 |
| Précipitations (mm)                   | 81,9          | 68              | 71,7            | 111,5           | 99,8          | 71,5          | 56,4            | 57,4           | 66,6          | 74,8          | 91               | 75              | 925,6     |

### Milieux naturels et biodiversité

#### Réseau Natura 2000

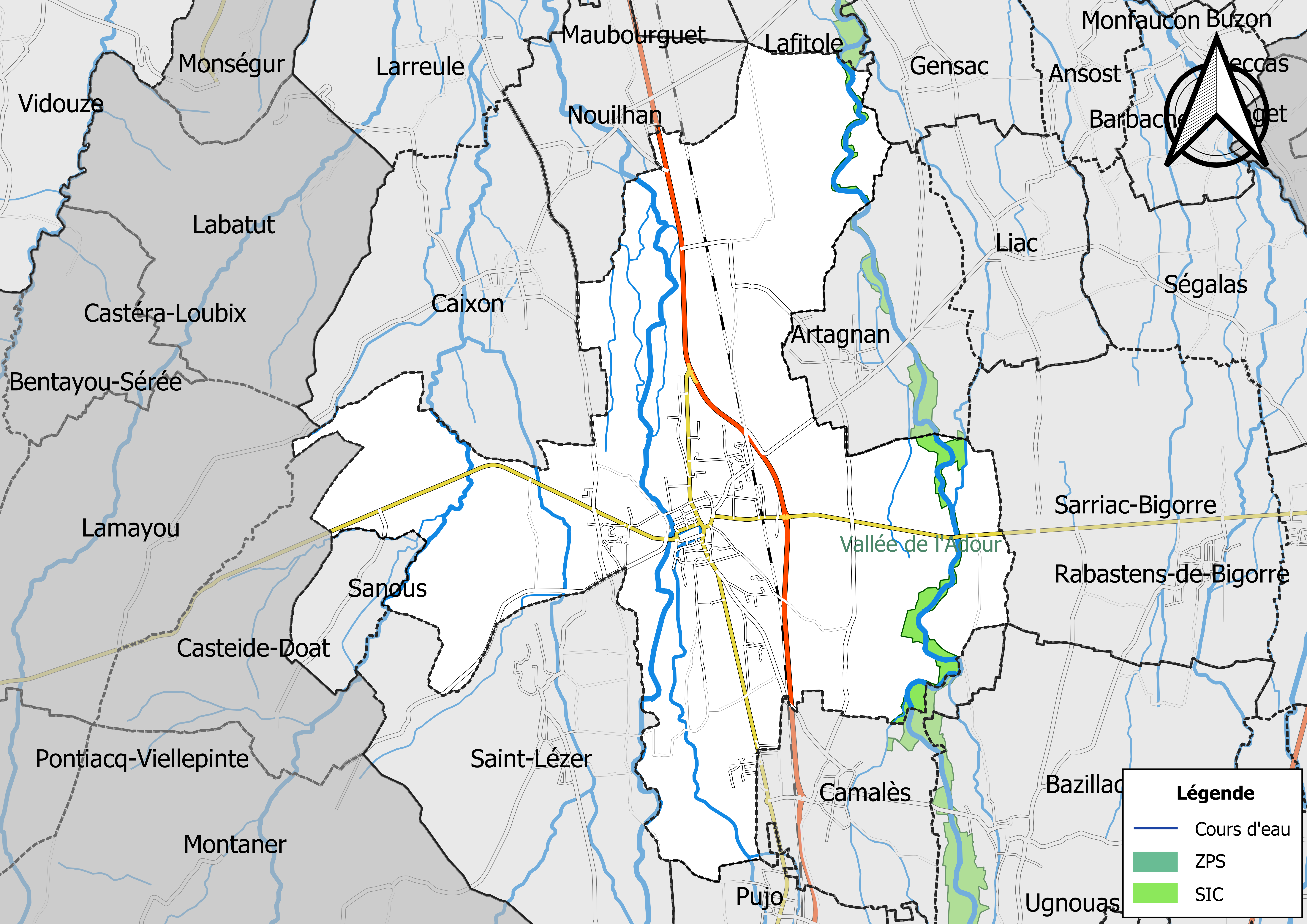
Site Natura 2000 sur le territoire communal.

Le réseau Natura 2000 est un réseau écologique européen de sites naturels d'intérêt écologique élaboré à partir des directives habitats et oiseaux, constitué de zones spéciales de conservation (ZSC) et de zones de protection spéciale (ZPS).
Un site Natura 2000 a été défini sur la commune au titre de la directive habitats : la « vallée de l'Adour », d'une superficie de 2 694 ha, un espace où les habitats terrestres et aquatiques abritent une flore et une faune remarquable et diversifiée, avec la présence de la Loutre et de la Cistude d'Europe.

#### Zones naturelles d'intérêt écologique, faunistique et floristique
L’inventaire des zones naturelles d'intérêt écologique, faunistique et floristique (ZNIEFF) a pour objectif de réaliser une couverture des zones les plus intéressantes sur le plan écologique, essentiellement dans la perspective d’améliorer la connaissance du patrimoine naturel national et de fournir aux différents décideurs un outil d’aide à la prise en compte de l’environnement dans l’aménagement du territoire.
Deux ZNIEFF de type 1 sont recensées sur la commune :
« l'Adour, de Bagnères à Barcelonne-du-Gers » (2 786 ha), couvrant 59 communes dont 18 dans le Gers, une dans les Landes et 40 dans les Hautes-Pyrénées et 
le « réseau hydrographique de l'Échez » (392 ha), couvrant 26 communes dont trois dans les Pyrénées-Atlantiques et 23 dans les Hautes-Pyrénées
et deux ZNIEFF de type 2, : 
- l'« Adour et milieux annexes » (3 634 ha), couvrant 60 communes dont 18 dans le Gers, une dans les Landes et 41 dans les Hautes-Pyrénées[19] ;
- le « plateau de Ger et coteaux de l'ouest tarbais » (6 409 ha), couvrant 26 communes dont six dans les Pyrénées-Atlantiques et 20 dans les Hautes-Pyrénées[20].

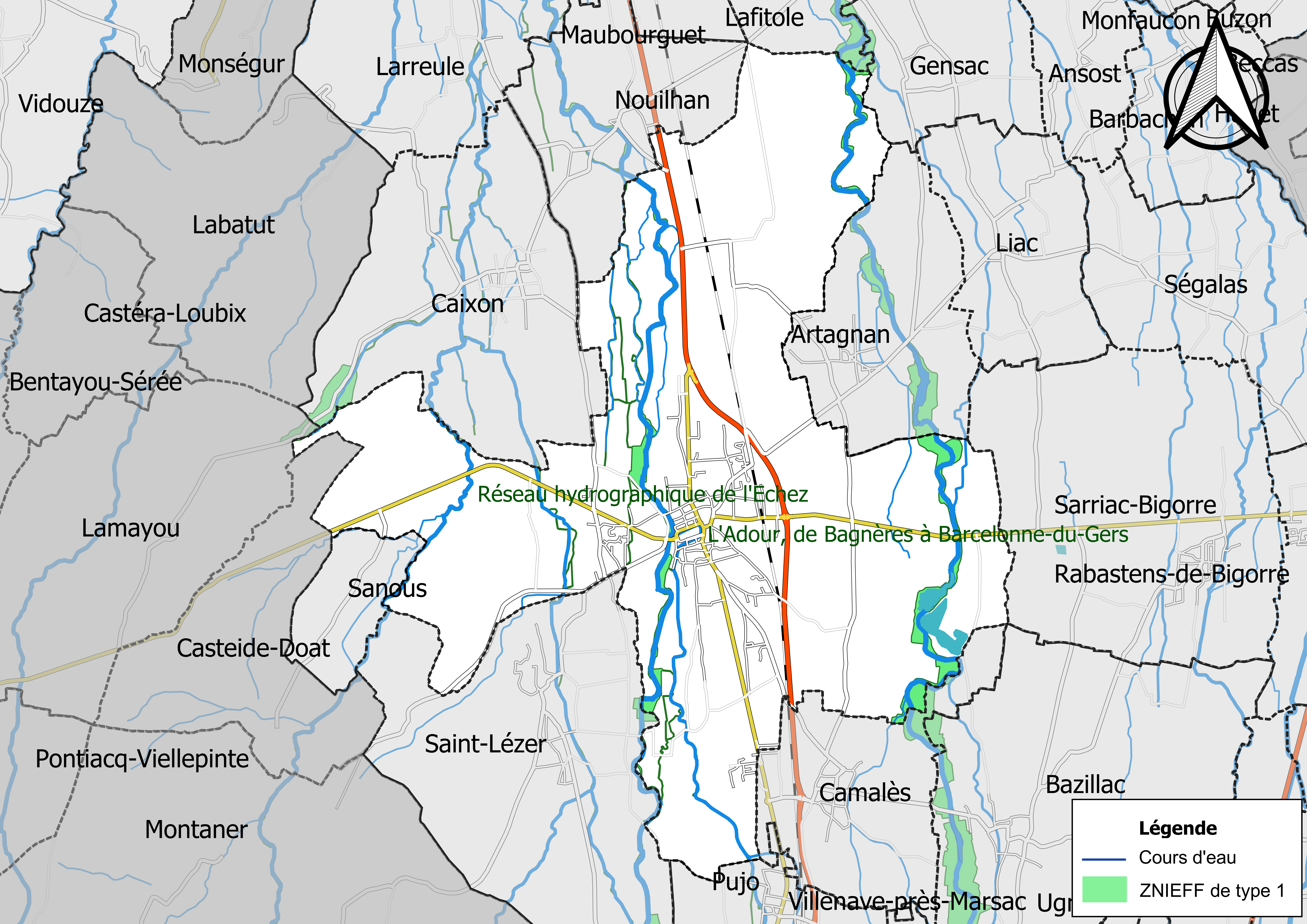
Carte des ZNIEFF de type 1 sur la commune.
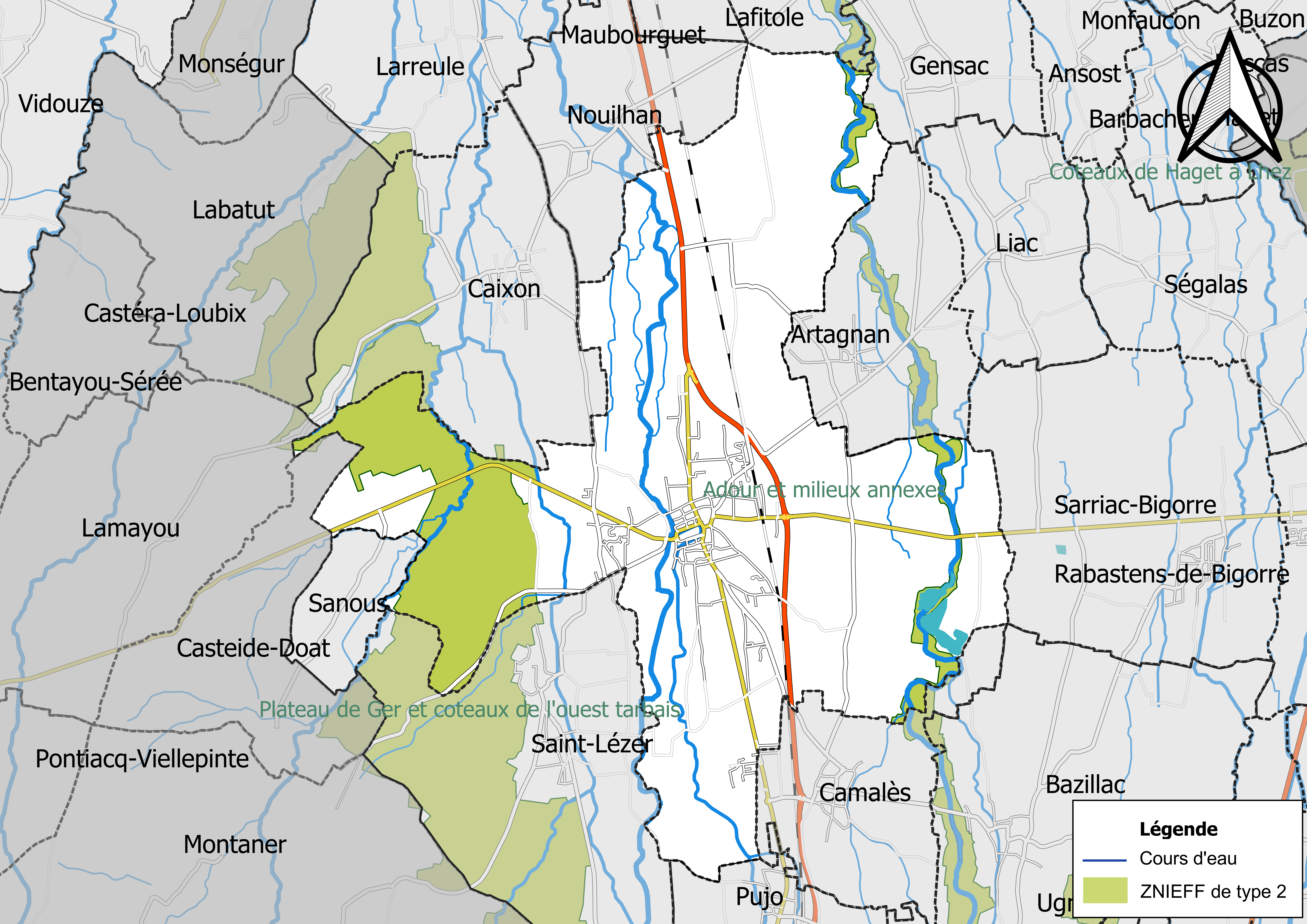
Carte des ZNIEFF de type 2 sur la commune.

## Urbanisme

### Typologie
Au 1er janvier 2024, Vic-en-Bigorre est catégorisée bourg rural, selon la nouvelle grille communale de densité à sept niveaux définie par l'Insee en 2022.
Elle appartient à l'unité urbaine de Vic-en-Bigorre, une agglomération intra-départementale regroupant deux  communes, dont elle est ville-centre,,. Par ailleurs la commune fait partie de l'aire d'attraction de Tarbes, dont elle est une commune de la couronne,. Cette aire, qui regroupe 153 communes, est catégorisée dans les aires de 50 000 à moins de 200 000 habitants,.

### Occupation des sols
L'occupation des sols de la commune, telle qu'elle ressort de la base de données européenne d’occupation biophysique des sols Corine Land Cover (CLC), est marquée par l'importance des territoires agricoles (69,7 % en 2018), en diminution par rapport à 1990 (74,2 %). La répartition détaillée en 2018 est la suivante : 
terres arables (51,4 %), zones agricoles hétérogènes (18,3 %), forêts (16,3 %), zones urbanisées (12,3 %), eaux continentales (1,7 %).
L'IGN met par ailleurs à disposition un outil en ligne permettant de comparer l’évolution dans le temps de l’occupation des sols de la commune (ou de territoires à des échelles différentes). Plusieurs époques sont accessibles sous forme de cartes ou photos aériennes : la carte de Cassini (XVIIIe siècle), la carte d'état-major (1820-1866) et la période actuelle (1950 à aujourd'hui).

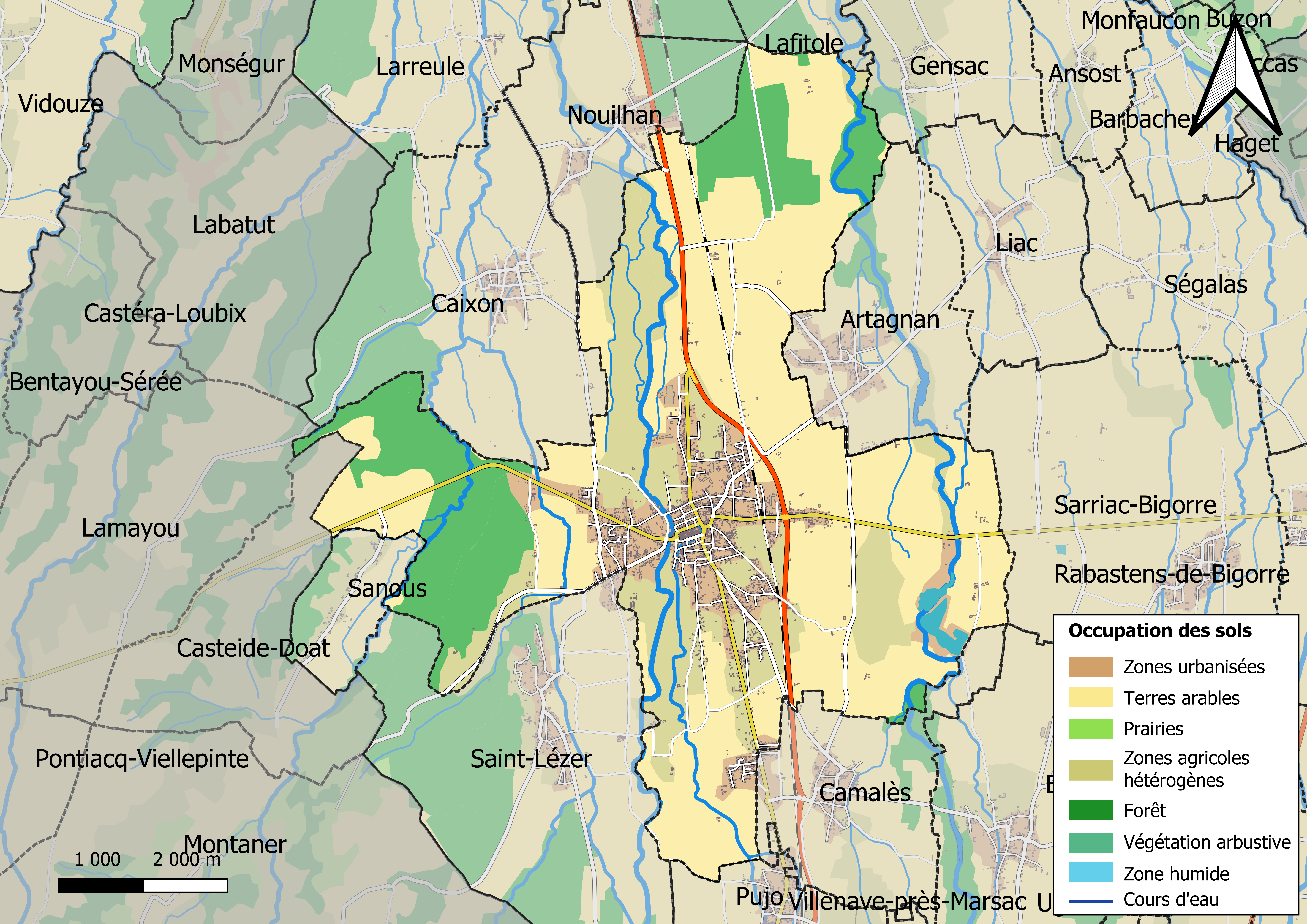
Carte des infrastructures et de l'occupation des sols en 2018 (CLC) de la commune.
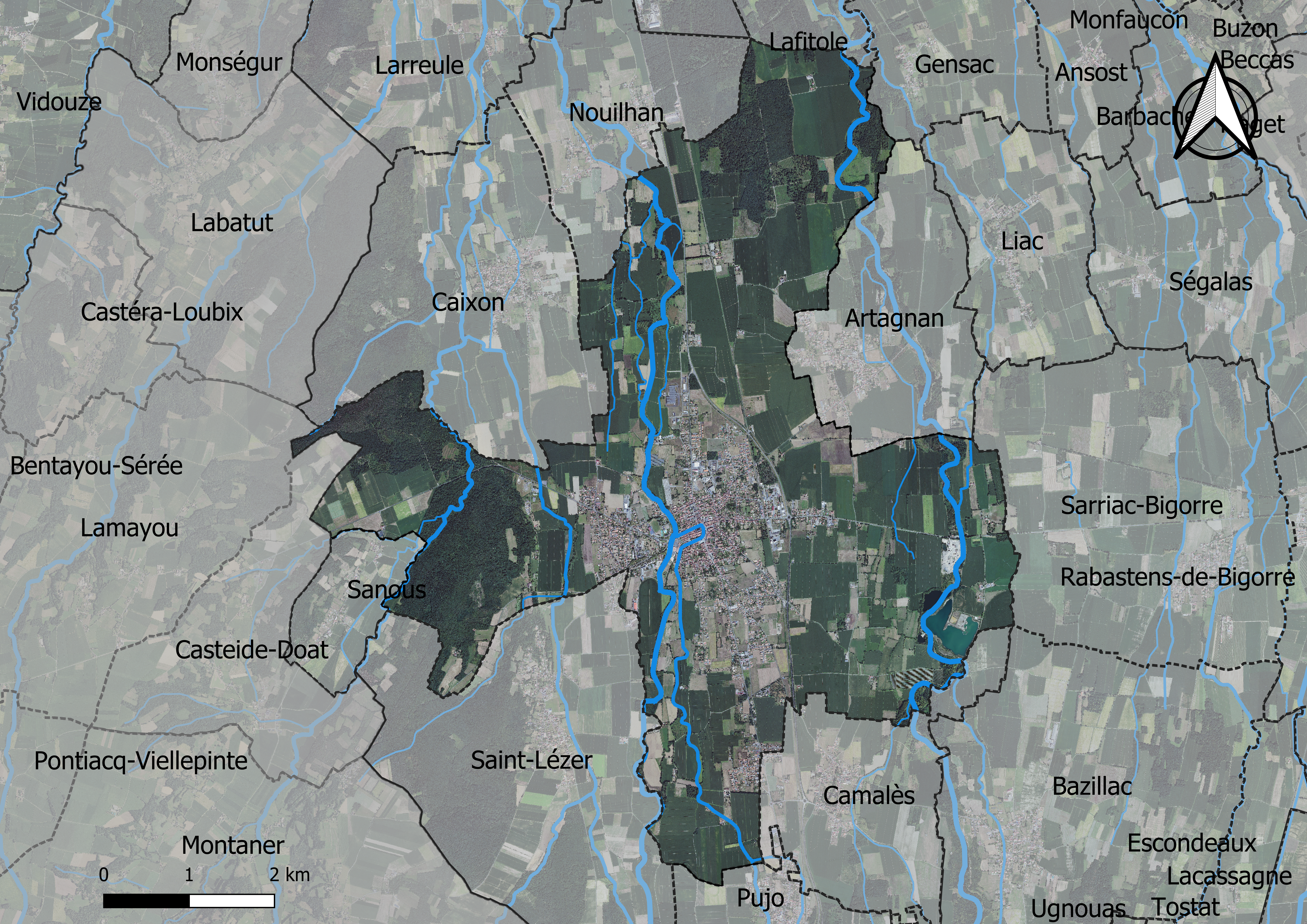
Carte orthophotogrammétrique de la commune.

### Logement
En 2012, le nombre total de logements dans la commune est de 2 619.

Parmi ces logements, 85,3 % sont des résidences principales, 2,3 % des résidences secondaires et 12,5 % des logements vacants.

### Voies de communication et transports

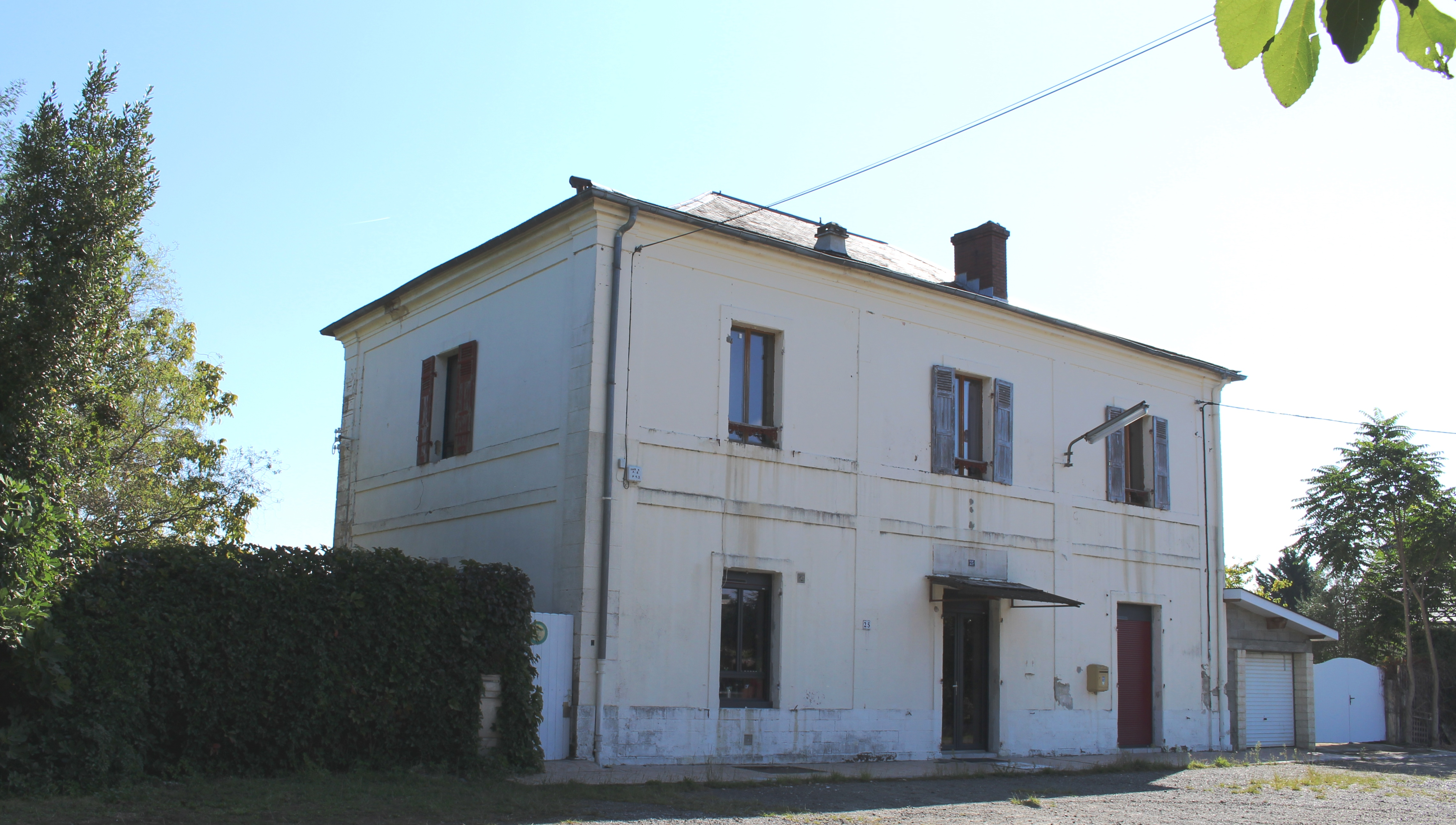
L'ancien bâtiment voyageurs de la gare de Vic-en-Bigorre sur la ligne de Morcenx à Bagnères-de-Bigorre en 2016.

Cette commune est desservie par les routes départementales D 935 et D 934 et les routes départementales D 4, D 6 et D 7.

Sélection de vues des passages à niveau de la ligne de Morcenx à Bagnères-de-Bigorre.
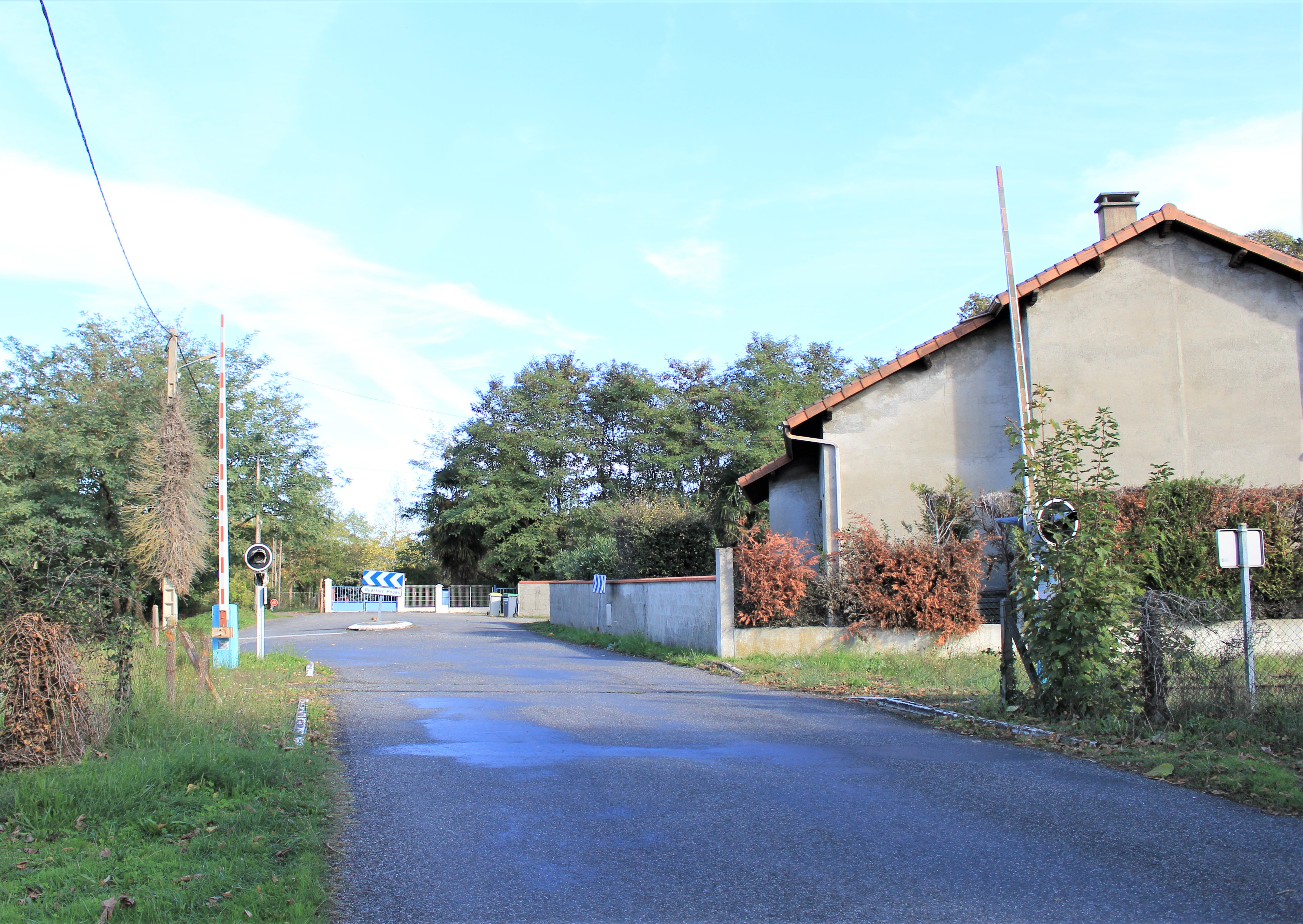
PN 84.
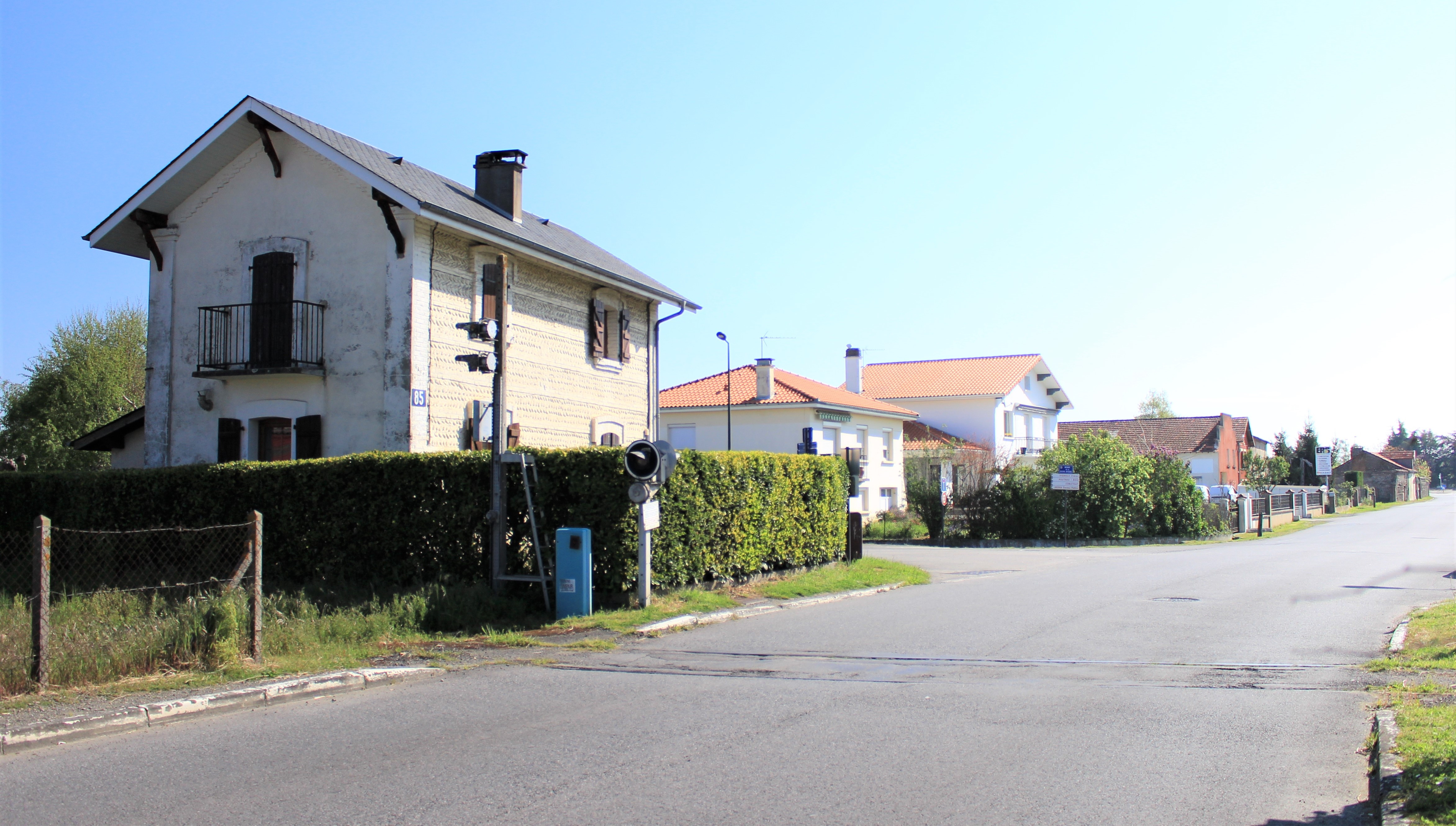
PN 85.
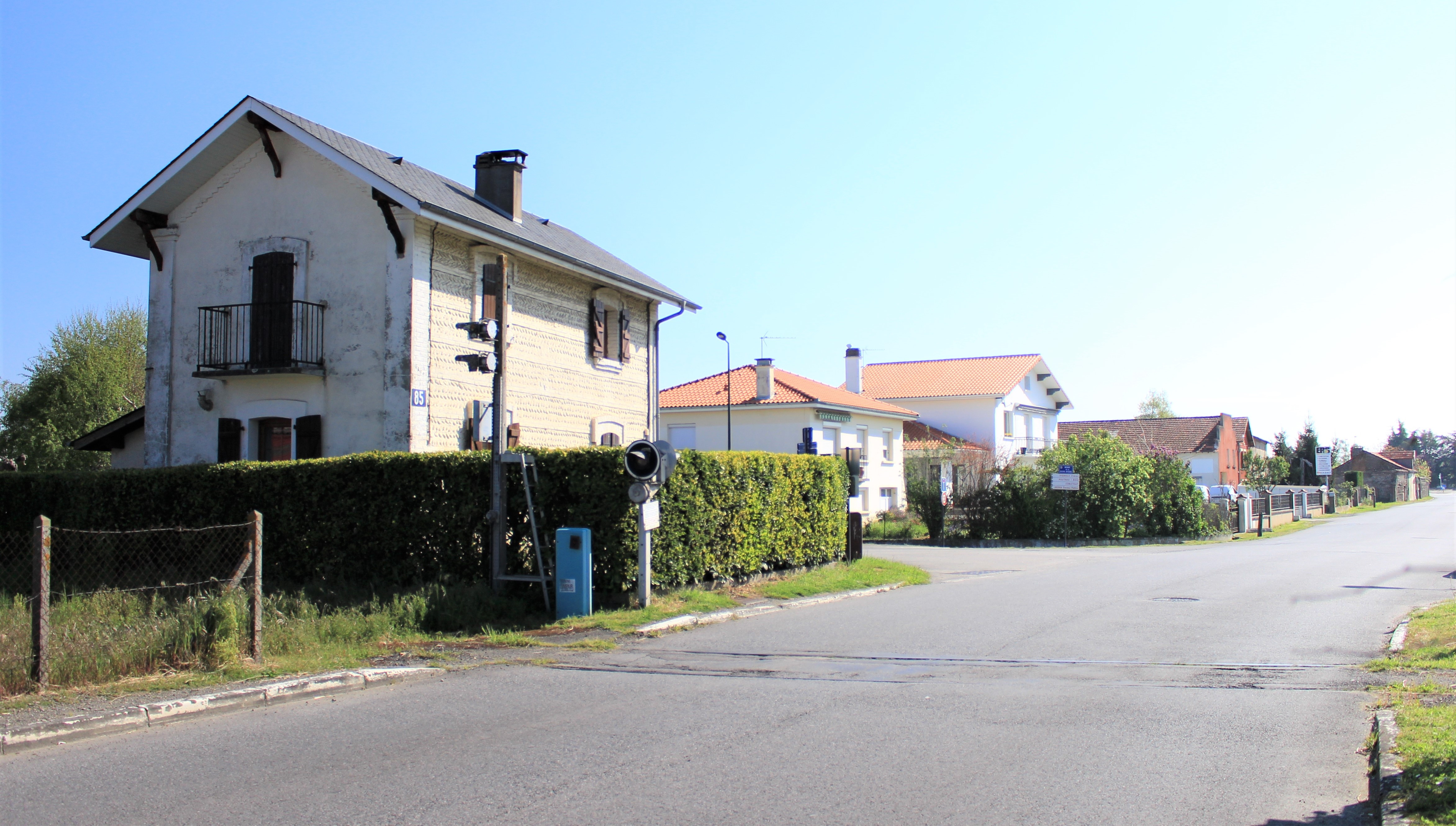
PN 87.

### Risques majeurs
Le territoire de la commune de Vic-en-Bigorre est vulnérable à différents aléas naturels : météorologiques (tempête, orage, neige, grand froid, canicule ou sécheresse), inondations, mouvements de terrains et séisme (sismicité modérée). Il est également exposé à un risque technologique,  le transport de matières dangereuses. Un site publié par le BRGM permet d'évaluer simplement et rapidement les risques d'un bien localisé soit par son adresse soit par le numéro de sa parcelle.

#### Risques naturels
Certaines parties du territoire communal sont susceptibles d’être affectées par le risque d’inondation par débordement de cours d'eau, notamment l'Adour, l'Échez, le Lys, le canal du Moulin et le canal de Luzerte. La cartographie des zones inondables en ex-Midi-Pyrénées réalisée dans le cadre du XIe Contrat de plan État-région, visant à informer les citoyens et les décideurs sur le risque d’inondation, est accessible sur le site de la DREAL Occitanie. La commune a été reconnue en état de catastrophe naturelle au titre des dommages causés par les inondations et coulées de boue survenues en 1982, 1993, 1999, 2009 et 2019,.
Vic-en-Bigorre est exposée au risque de feu de forêt. Un plan départemental de protection des forêts contre les incendies a été approuvé par arrêté préfectoral le 21 avril 2020 pour la période 2020-2029. Le précédent couvrait la période 2007-2017. L’emploi du feu est régi par deux types de réglementations. D’abord le code forestier et l’arrêté préfectoral du 27 octobre 2014, qui réglementent l’emploi du feu à moins de 200 m des espaces naturels combustibles sur l’ensemble du département. Ensuite celle établie dans le cadre de la lutte contre la pollution de l’air, qui interdit le brûlage des déchets verts des particuliers. L’écobuage est quant à lui réglementé dans le cadre de commissions locales d’écobuage (CLE)

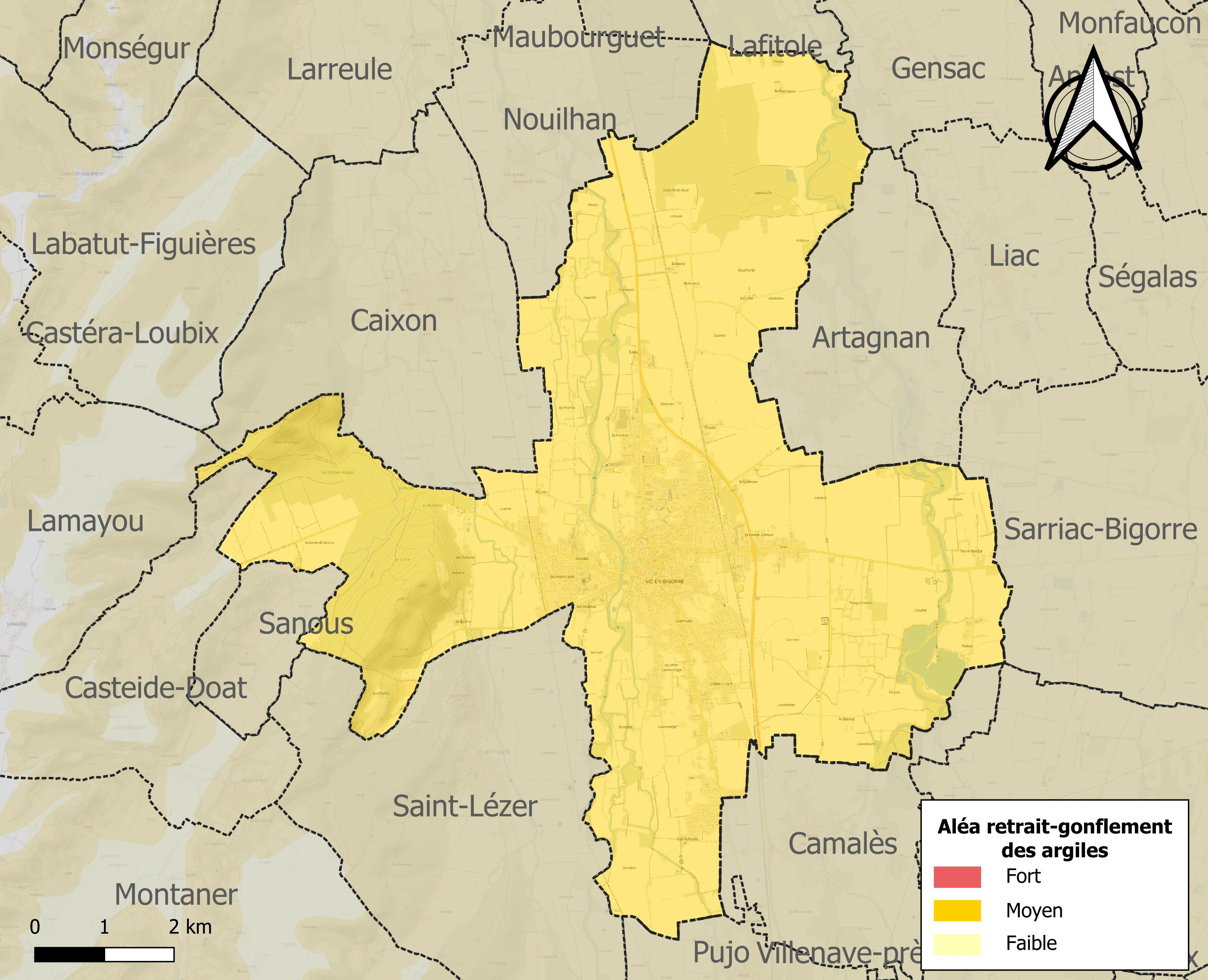
Carte des zones d'aléa retrait-gonflement des sols argileux de Vic-en-Bigorre.

Les mouvements de terrains susceptibles de se produire sur la commune sont des tassements différentiels.
Le retrait-gonflement des sols argileux est susceptible d'engendrer des dommages importants aux bâtiments en cas d’alternance de périodes de sécheresse et de pluie. La totalité de la commune est en aléa moyen ou fort (44,5 % au niveau départemental et 48,5 % au niveau national). Sur les 1 978 bâtiments dénombrés sur la commune en 2019, 1 978 sont en aléa moyen ou fort, soit 100 %, à comparer aux 75 % au niveau départemental et 54 % au niveau national. Une cartographie de l'exposition du territoire national au retrait gonflement des sols argileux est disponible sur le site du BRGM,.
Par ailleurs, afin de mieux appréhender le risque d’affaissement de terrain, l'inventaire national des cavités souterraines permet de localiser celles situées sur la commune.
Concernant les mouvements de terrains, la commune a été reconnue en état de catastrophe naturelle au titre des dommages causés par des mouvements de terrain en 1999.

#### Risque technologique
Le risque de transport de matières dangereuses sur la commune est lié à sa traversée par une ligne de chemin de fer et une canalisation de transport d'hydrocarbures. Un accident se produisant sur de telles infrastructures est susceptible d’avoir des effets graves sur les biens, les personnes ou l'environnement, selon la nature du matériau transporté. Des dispositions d’urbanisme peuvent être préconisées en conséquence.

## Toponymie

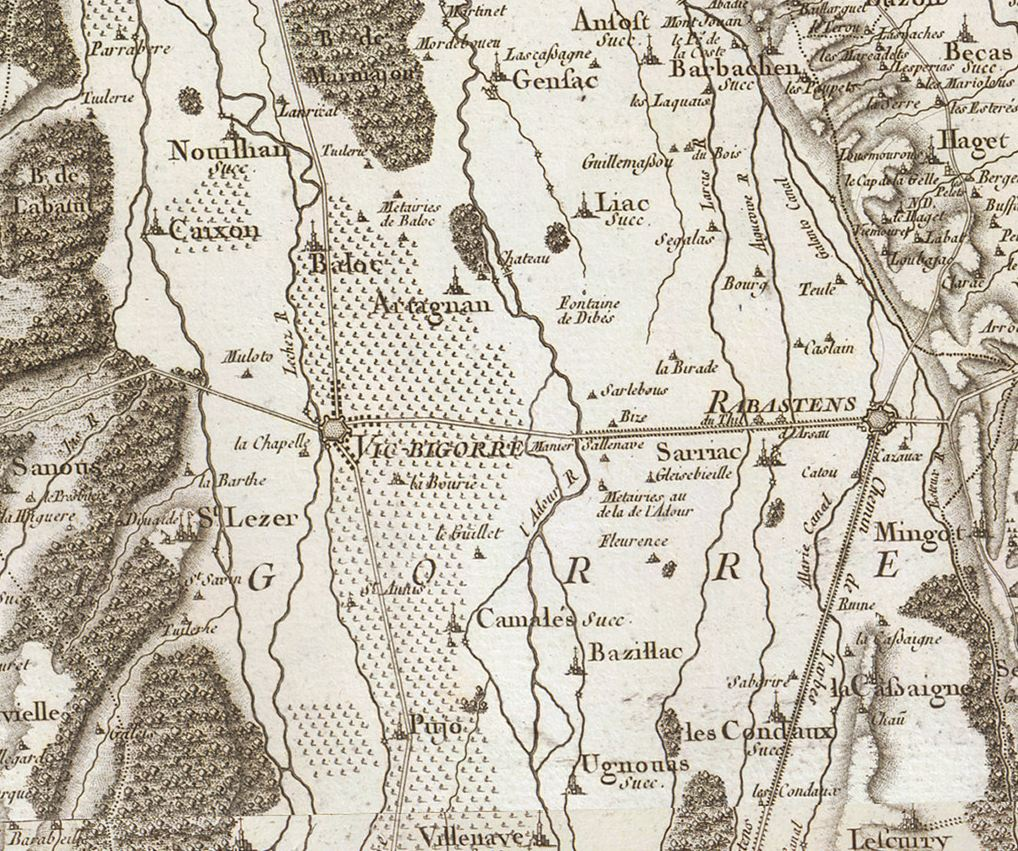
Extrait de la carte de Cassini (entre 1756 et 1789) situant Vic-en-Bigorre.

On trouvera les principales informations dans le Dictionnaire toponymique des communes des Hautes-Pyrénées de Michel Grosclaude et Jean-François Le Nail qui rapporte les dénominations historiques du village :
Dénominations historiques :
- Bic (XIIe siècle, cartulaire de Bigorre) ;
- Big (v. 1200-1230, ibid.) ;
- Vich (1256, Trésor des Chartes, J 294) ;
- apud Vicum, latin (1285, montre Bigorre) ;
- apud Vicum Bigore, latin (1300, enquête Bigorre) ;
- de Vico, de Byco, de Bico Bigore, latin (ibid.) etc. ;
- Bic (1429, censier de Bigorre) ;
- Vic-Bigorre (fin XVIIIe siècle, carte de Cassini).
- Vic-de-Bigorre a été employé au XXe siècle[32].

Étymologie : latin vicus (= bourg, village).
Nom occitan : Vic de Bigòrra.

## Histoire

### Antiquité
Avant l'époque romaine, Vic-en-Bigorre était un bourg de l'oppidum de Bigorra, ancienne capitale des Bigerriones. Après la conquête de l'Aquitaine par les Romains (en 56 av. J.-C. par Publius Crassus), le bourg celtibérique se développait en vicus gallo-romain. Sur le territoire de l'oppidum, les Gallo-Romains érigeaient au IVe siècle une fortification, le Castrum Bigorra, aujourd'hui dénommée Saint-Lézer.

### Moyen Âge
Les comtes de Bigorre séjournèrent à Vic qui est alors l'une des principales villes de Bigorre. Ils la délaissent cependant au IXe siècle et en 1151, Vic fut érigée en commune. La ville est alors libre de s'administrer elle-même.

### Époque contemporaine
- Bertrand Barère, député des Hautes-Pyrénées à la Convention et célèbre orateur de la Révolution française, s'est marié en 1785 dans l'église paroissiale Saint-Martin.
- Elle fut chef-lieu de district de 1790 à 1795.

### Cadastre napoléonien de Vic-en-Bigorre
Le plan cadastral napoléonien de Vic-en-Bigorre est consultable sur le site des archives départementales des Hautes-Pyrénées.

## Politique et administration

### Liste des maires

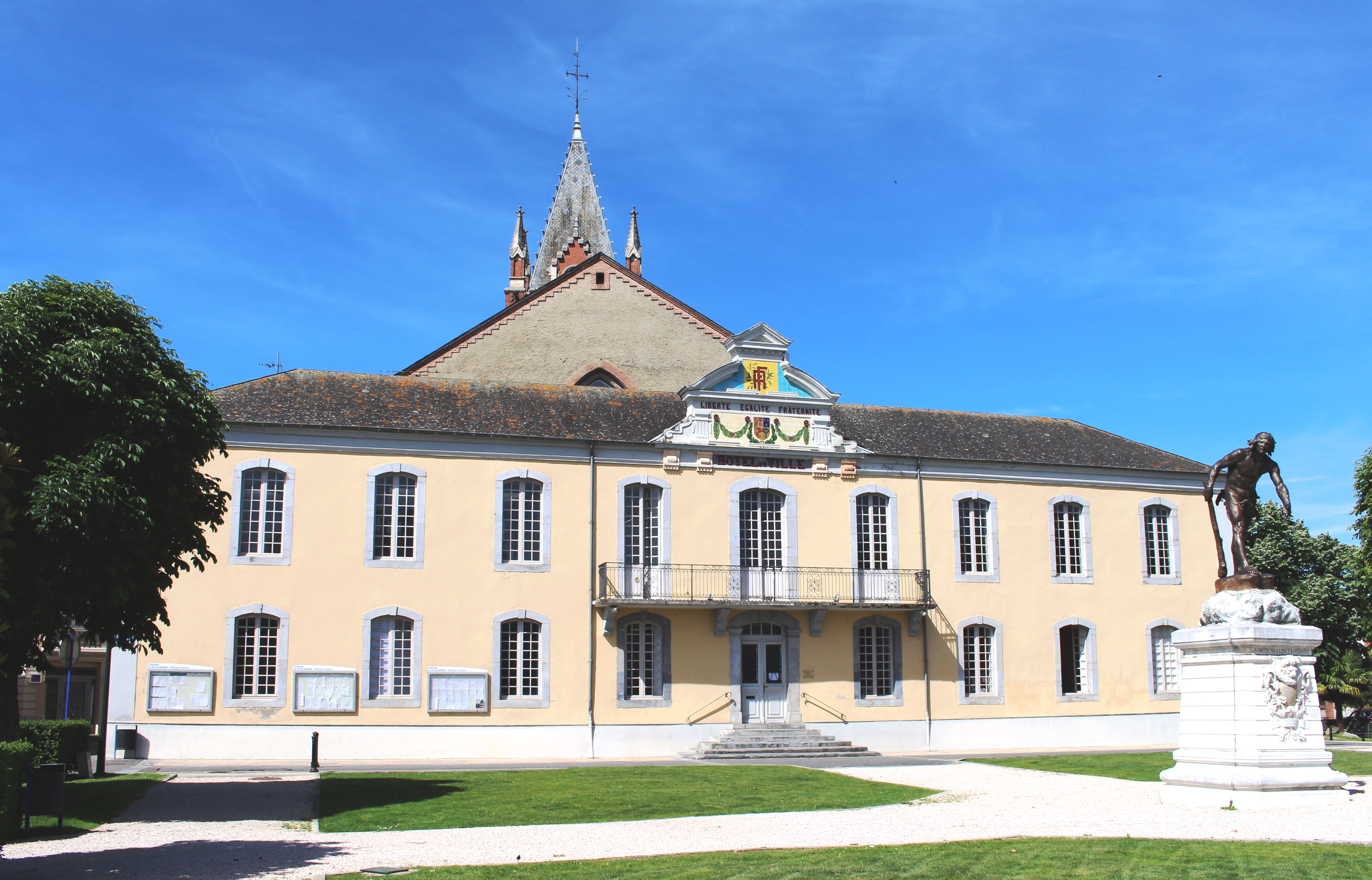
La mairie en 2017.

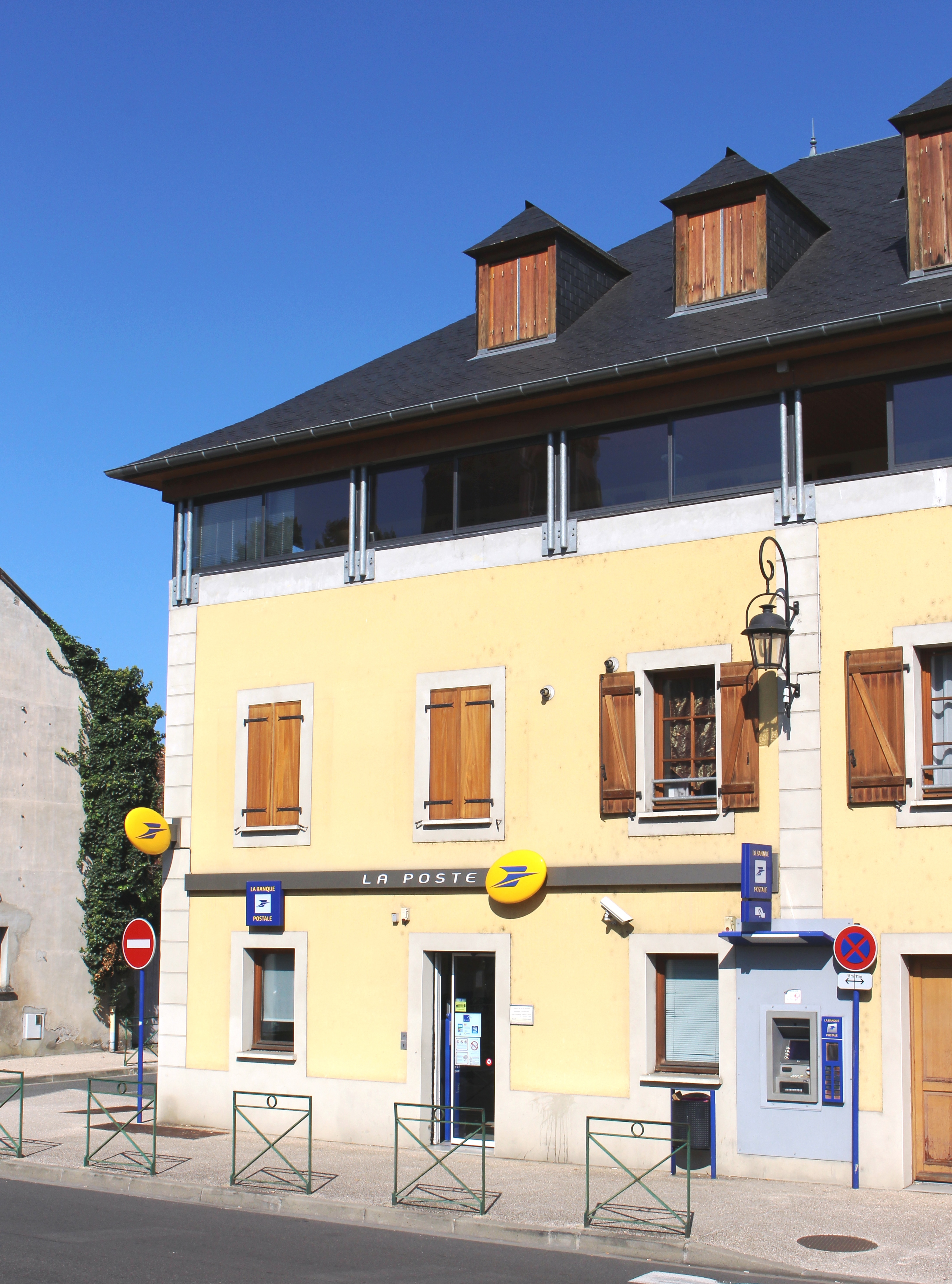
La Poste en 2017.

| Période                                  | Période                | Identité                 | Étiquette            | Qualité |
| ---------------------------------------- | ---------------------- | ------------------------ | -------------------- | --- |
| Les données manquantes sont à compléter. |                        |                          |                      | |
| septembre 1944                           | février 1948           | Bertrand Léopold Sourdaa | DVD                  | |
| février 1948                             | mars 1971              | Pierre Guillard          | MRG                  | Représentant commercial |
| mars 1971                                | septembre 1974 (décès) | Louis Fourcade           | MRG                  | Administrateur public |
| octobre 1974                             | mars 1977              | Camille Sarthou          | DVG                  | Dentiste |
| mars 1977                                | mars 2008              | Claude Miqueu            | PRG                  | Maître de conférences Député de la 3e circonscription des Hautes-Pyrénées (1988 → 1993) Conseiller général du canton de Vic-en-Bigorre (1979 → 2015) |
| mars 2008                                | mars 2014              | Jean Bordères            | DVG                  | Agriculteur |
| mars 2014                                | En cours               | Clément Menet            | UMP-LR puis Horizons | Chef d'entreprise 2e vice-président de la CC Adour Madiran (2017 → )                                                                                 |

### Rattachements administratifs et électoraux

#### Historique administratif
Pays et sénéchaussée de Bigorre, quarteron de  Vic, chef-lieu du canton de Vic-en-Bigorre. Baloc est commune en 1790 avant de lui être rattachée entre 1791 et 1801.

#### Intercommunalité
Vic-en-Bigorre appartient à la communauté de communes Adour Madiran créée en janvier 2017 et qui a la particularité de réunir 72 communes de Bigorre et Béarn.

### Services publics
La commune de Vic-en-Bigorre dispose d'une agence postale.

Sélection de vues des équipements culturels
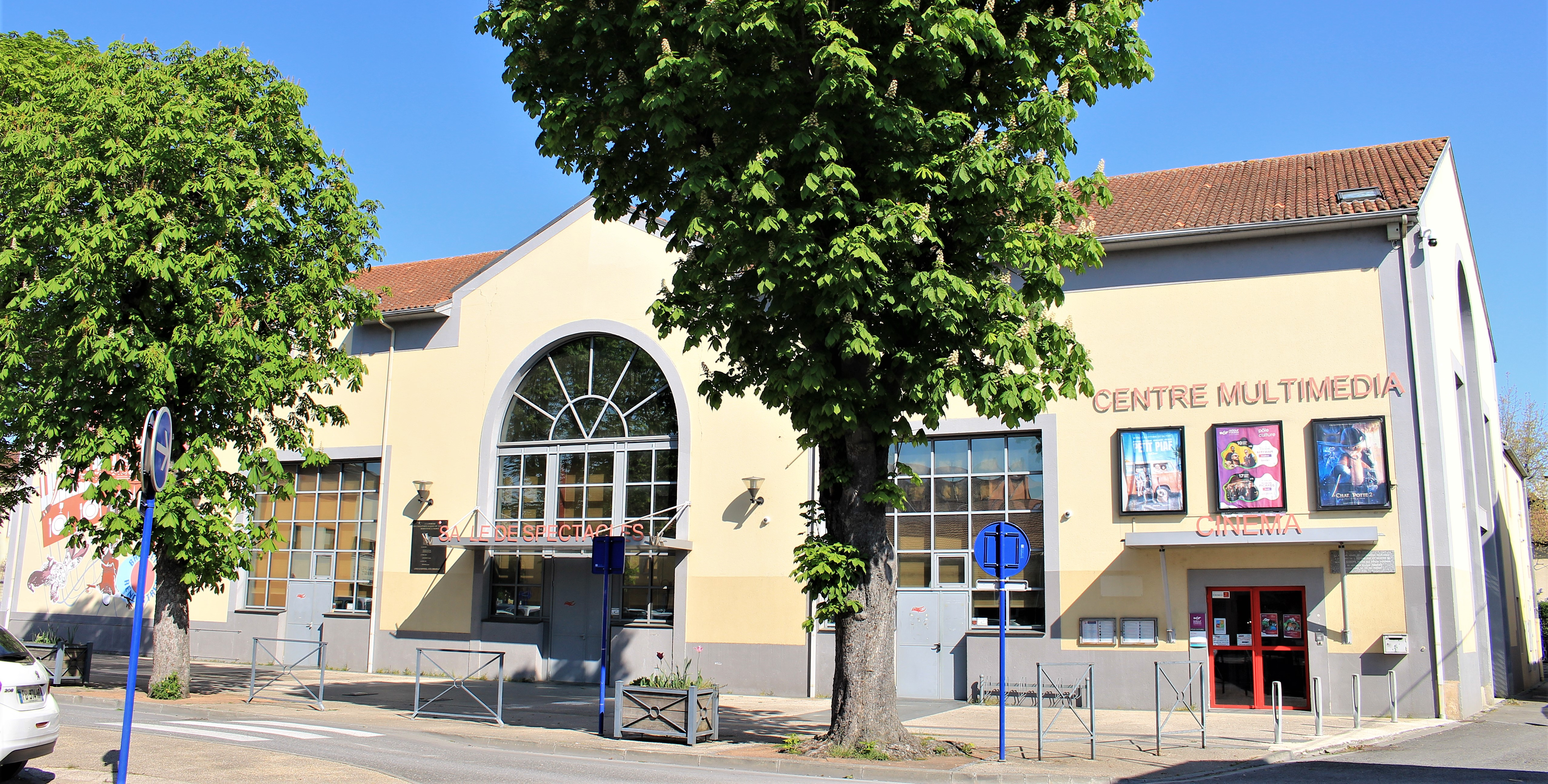
Le centre culturel .
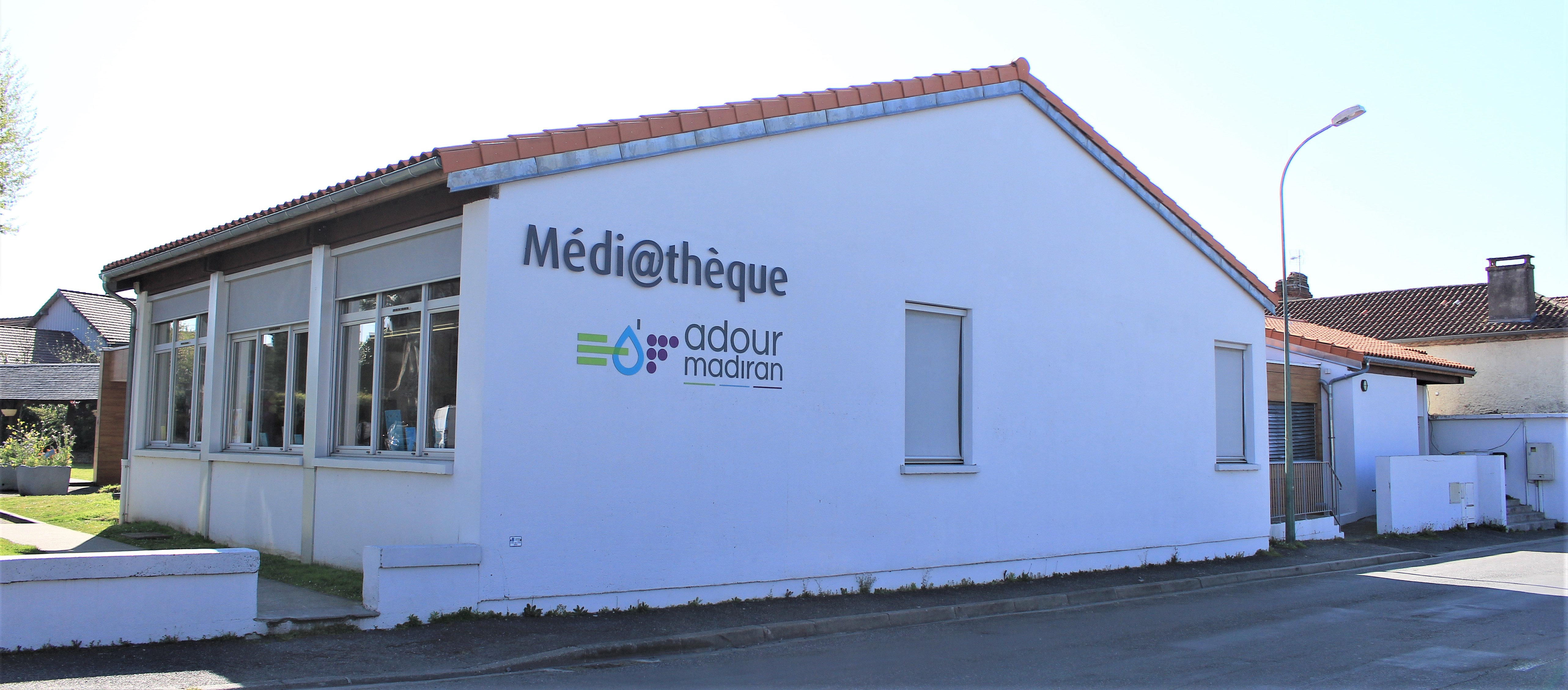
La médiatheque.

## Population et société

### Démographie

#### Évolution démographique
L'évolution du nombre d'habitants est connue à travers les recensements de la population effectués dans la commune depuis 1793. Pour les communes de moins de 10 000 habitants, une enquête de recensement portant sur toute la population est réalisée tous les cinq ans, les populations de référence des années intermédiaires étant quant à elles estimées par interpolation ou extrapolation. Pour la commune, le premier recensement exhaustif entrant dans le cadre du nouveau dispositif a été réalisé en 2008.

En 2022, la commune comptait 4 830 habitants, en évolution de −2,03 % par rapport à 2016 (Hautes-Pyrénées : +1,59 %, France hors Mayotte : +2,11 %).
| 1793  | 1800  | 1806  | 1821  | 1831  | 1836  | 1841  | 1846  | 1851  |
| ----- | ----- | ----- | ----- | ----- | ----- | ----- | ----- | ----- |
| 3 026 | 3 255 | 3 397 | 3 308 | 3 679 | 3 857 | 3 644 | 3 637 | 3 663 |

| 1856  | 1861  | 1866  | 1876  | 1881  | 1886  | 1891  | 1896  | 1901  |
| ----- | ----- | ----- | ----- | ----- | ----- | ----- | ----- | ----- |
| 3 549 | 3 725 | 3 650 | 3 630 | 3 557 | 3 703 | 3 643 | 3 719 | 3 796 |

| 1906  | 1911  | 1921  | 1926  | 1931  | 1936  | 1946  | 1954  | 1962  |
| ----- | ----- | ----- | ----- | ----- | ----- | ----- | ----- | ----- |
| 3 385 | 3 480 | 3 121 | 3 190 | 3 241 | 3 241 | 3 381 | 3 502 | 3 701 |

| 1968  | 1975  | 1982  | 1990  | 1999  | 2006  | 2008  | 2013  | 2018  |
| ----- | ----- | ----- | ----- | ----- | ----- | ----- | ----- | ----- |
| 4 393 | 4 563 | 4 572 | 4 893 | 4 788 | 5 092 | 5 116 | 4 990 | 4 864 |

| 2022  | - | - | - | - | - | - | - | - |
| ----- | - | - | - | - | - | - | - | - |
| 4 830 | - | - | - | - | - | - | - | - |

### Enseignement
La commune dépend de l'académie de Toulouse. Elle dispose d’écoles, collège et lycées en 2016.
- École maternelle : du Petit Bois
- École élémentaire : Pierre Guillard
- École privée : Saint-Martin
- Collège : Pierre Mendès France, Saint-Martin
- Lycée professionnel : Pierre Mendès France
- Lycée général : Pierre Mendès France
- Lycée agricole et forestier : Jean Monnet

Sélection de vues des établissements scolaires
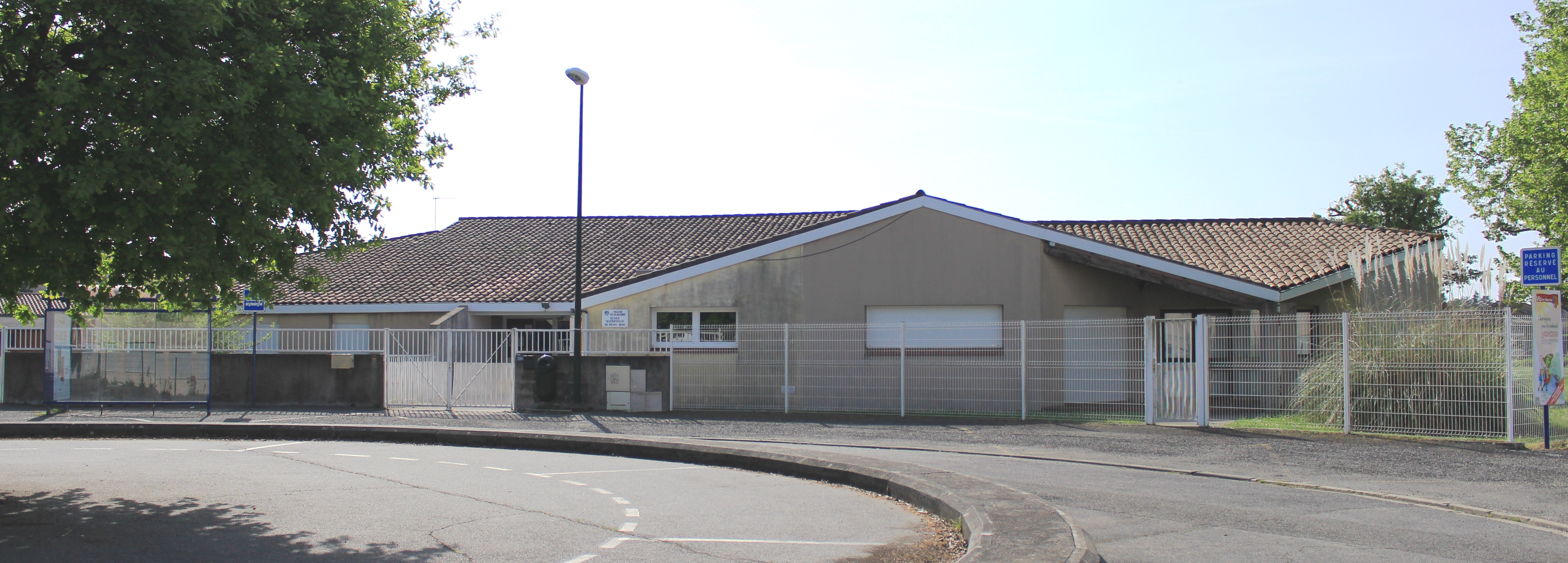
L'école maternelle du Petit Bois.
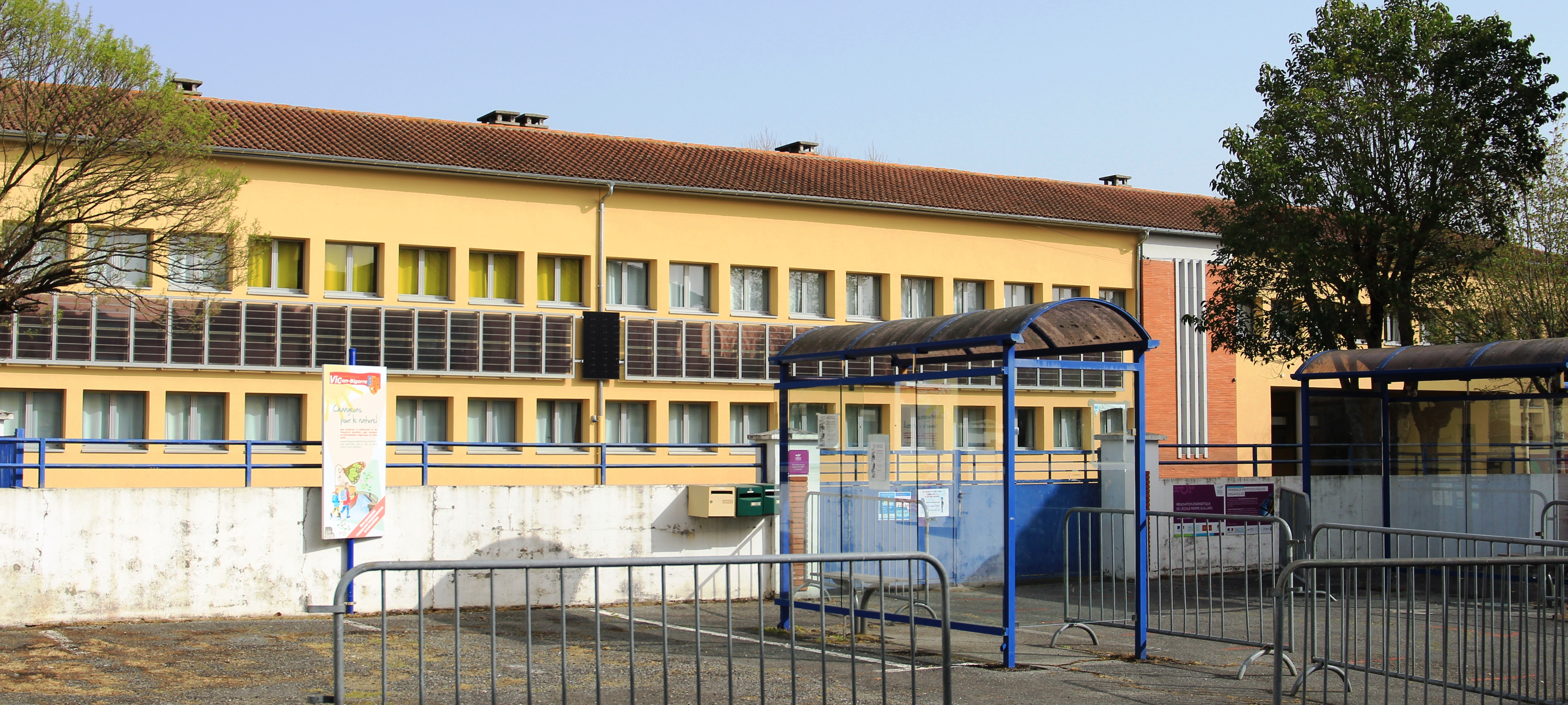
L'école primaire Pierre Guillard.
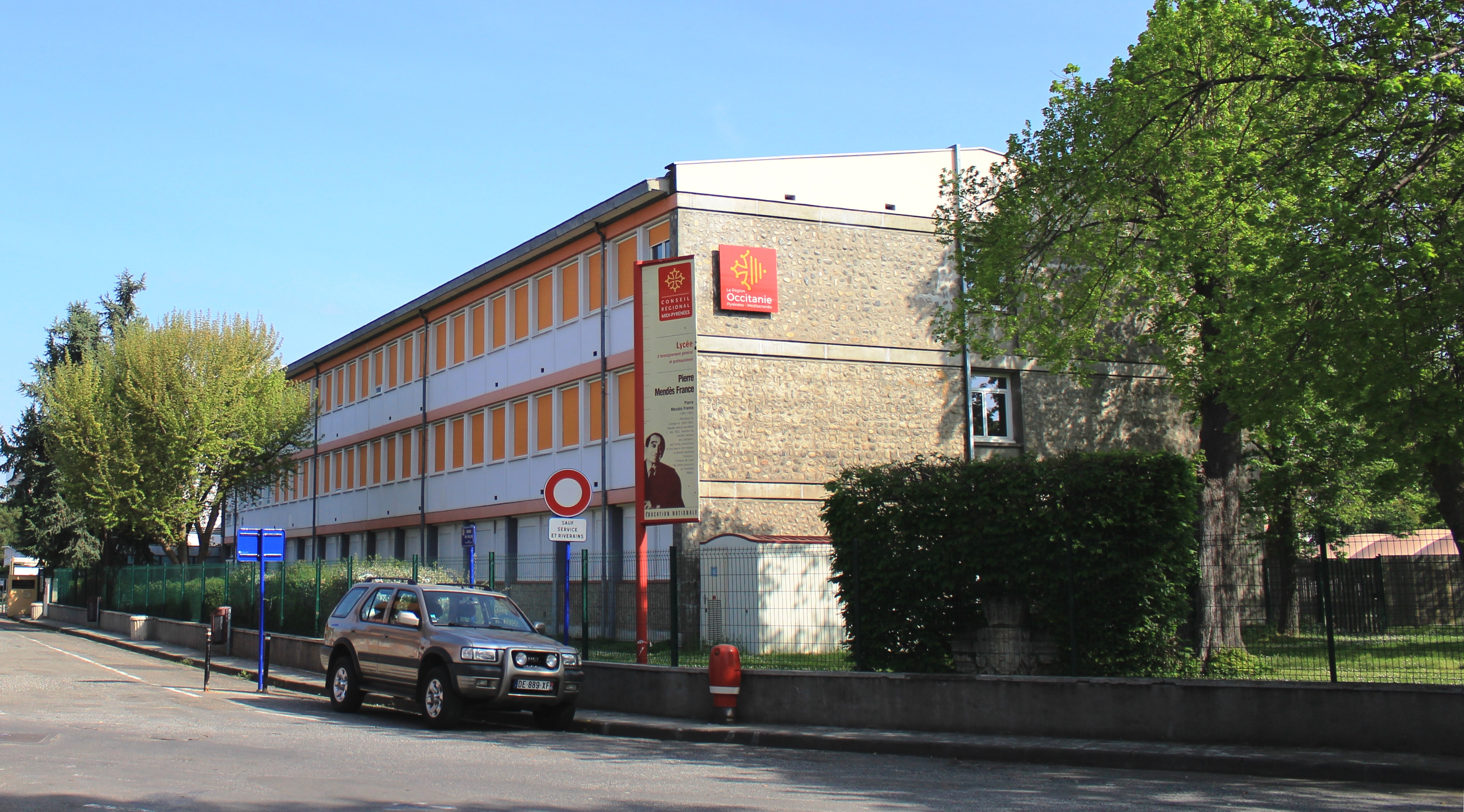
Le collège Pierre Mendès France.
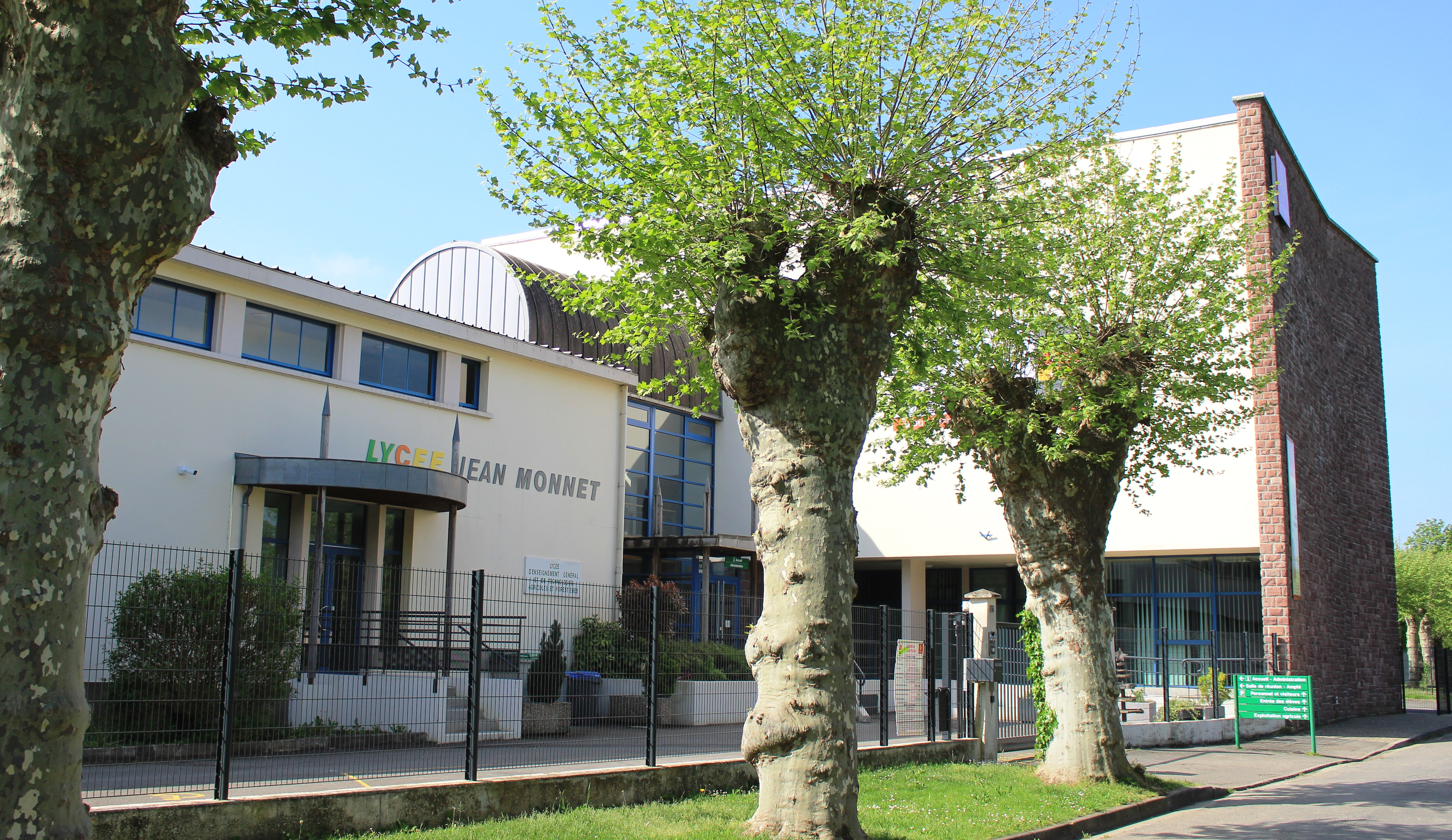
Le lycée Jean Monnet.
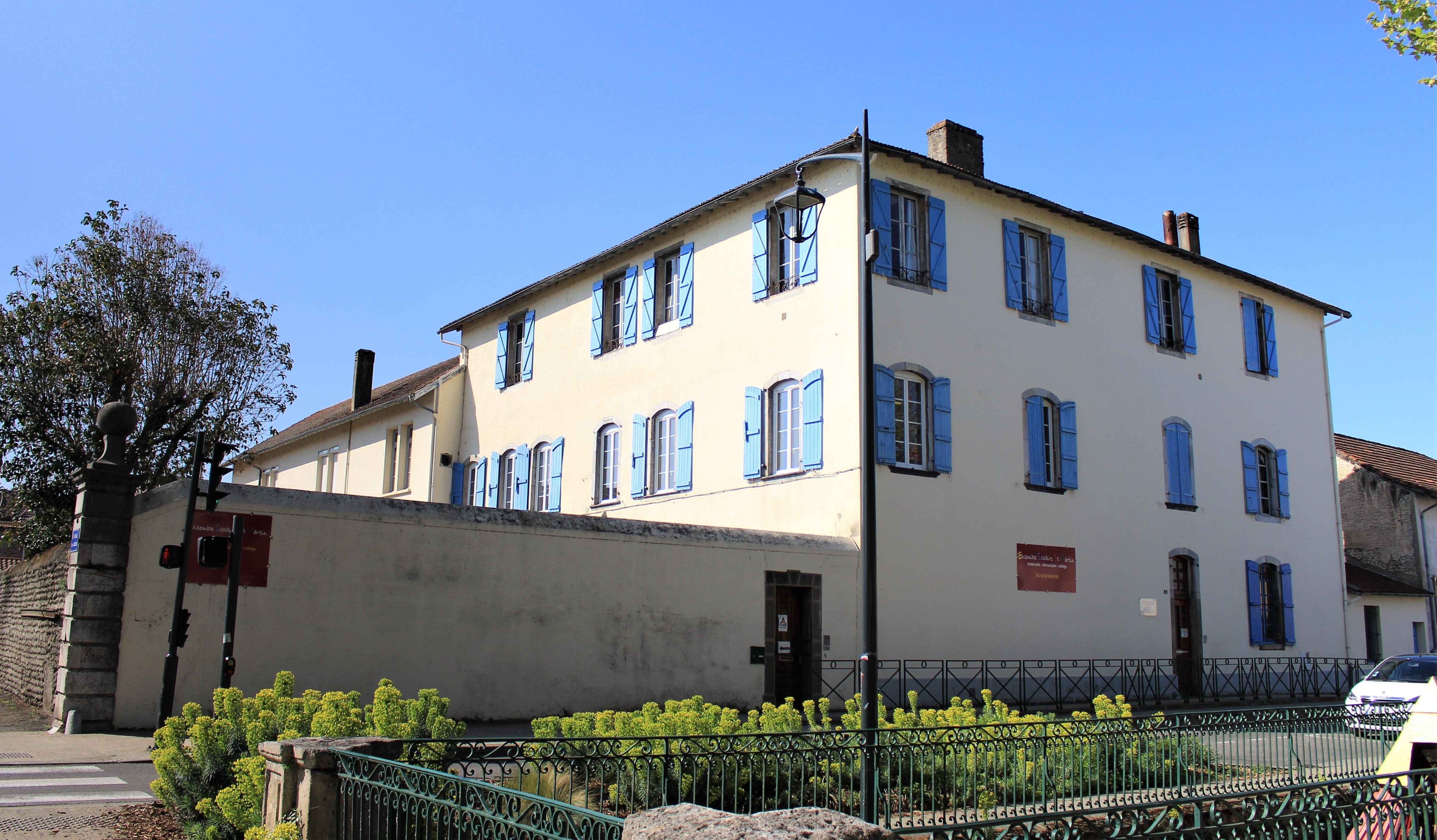
L'école privée Saint Martin.

### Santé
- Maison des Jeunes et de la Culture : association d'éducation populaire proposant de nombreux services et loisirs aux habitants du territoire : ALSH pendant les vacances 3-11 ans, CLAS du CP à la 3e, Accueil des 12-15 ans, Clubs d'activités pour adulte ou enfants et Animations Locales et Familiales.  Site : mjcvic.fr

### Sports
- : Vic-en-Bigorre possède un club de rugby à XV : l'Union Sportive Vicquoise, champion de France de 2e série 2019, qui a évolué dans le championnat de France de rugby à XV de 2e division fédérale. L'USV a également été championne de France de 2e division en 1977 et 1988, d'Honneur en 1964 et de 3e série en 1939.
- : Vic-en-Bigorre possède un club de football : le Football Club du Val D'Adour.

Sélection de vues des équipements sportifs
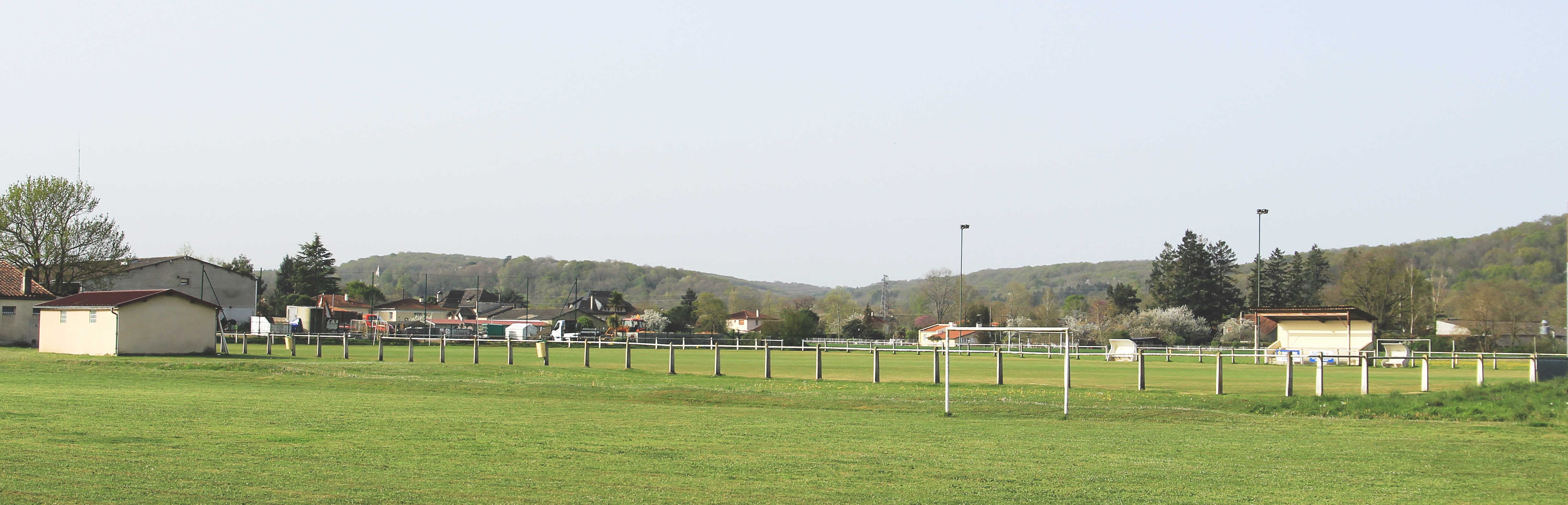
Le stade de football des Arcales.
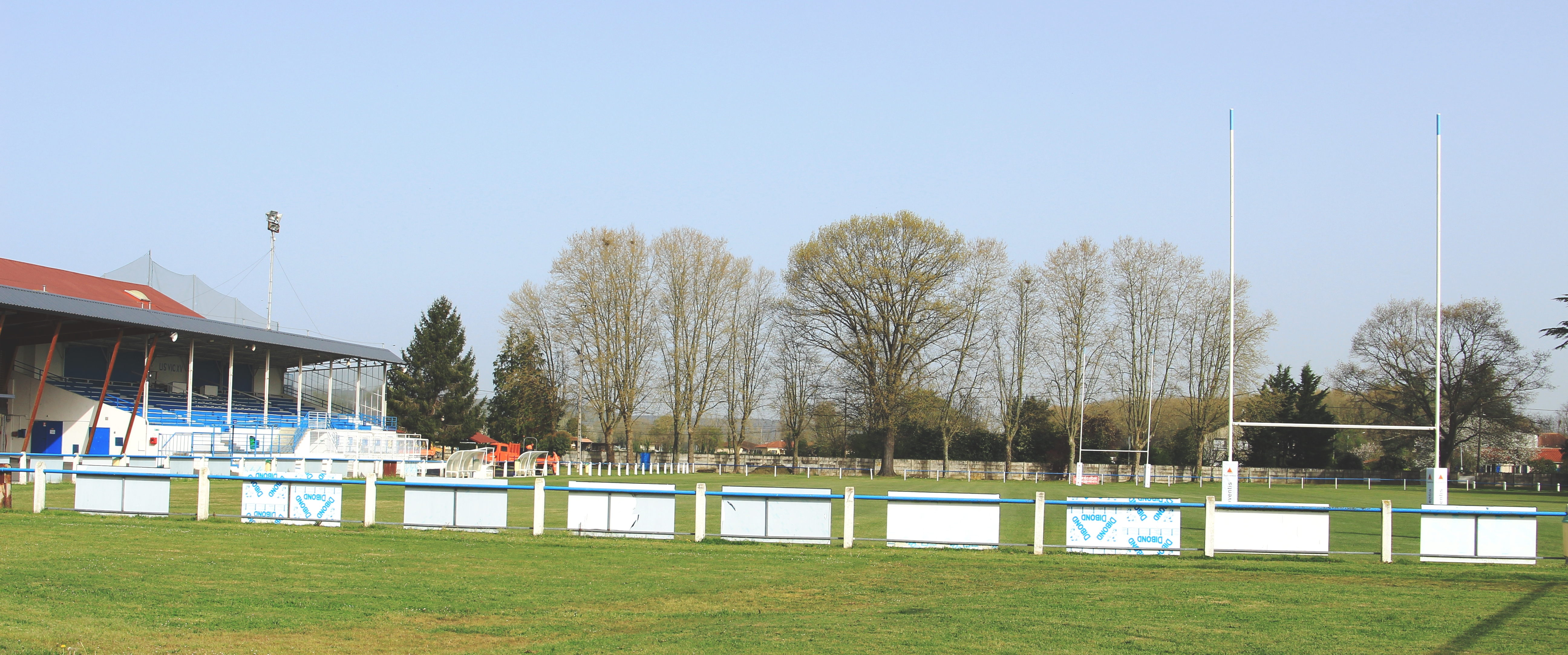
Le stade de rugby Antoine-Ménoni.
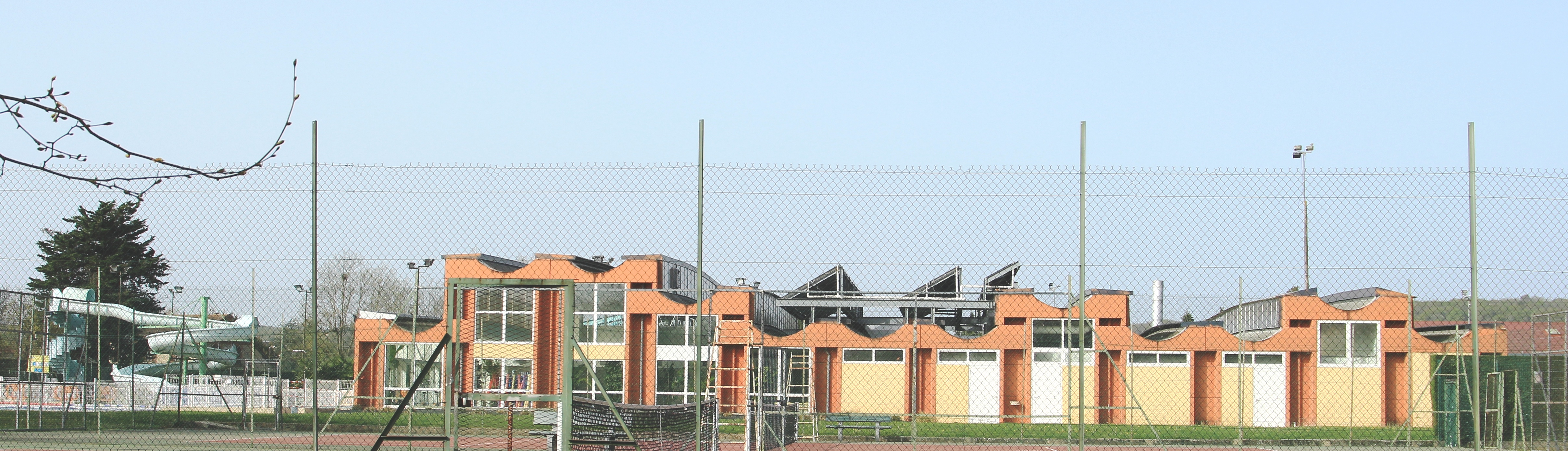
La piscine Louis-Fourcade.
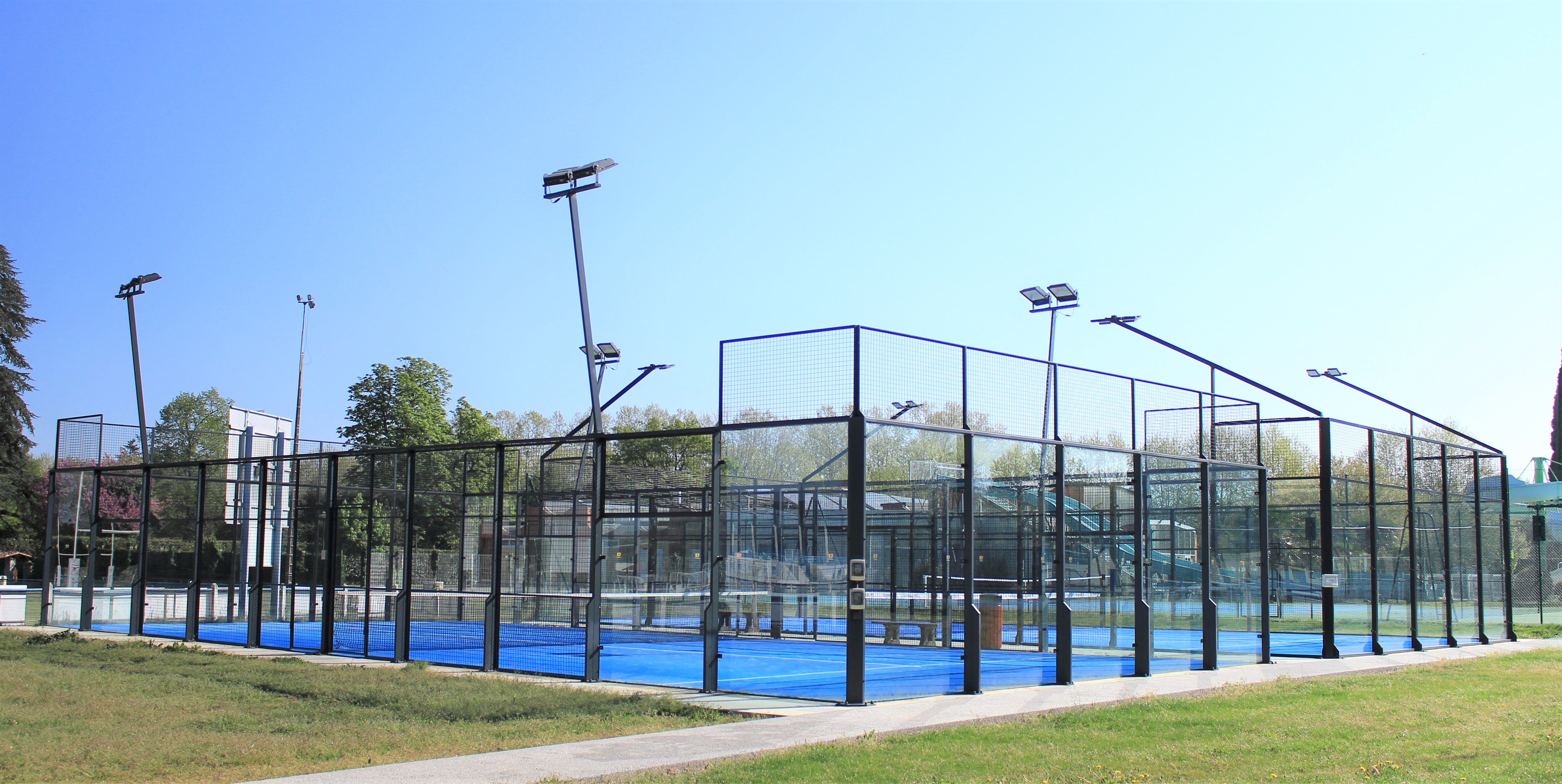
Le court de paddle-tennis.
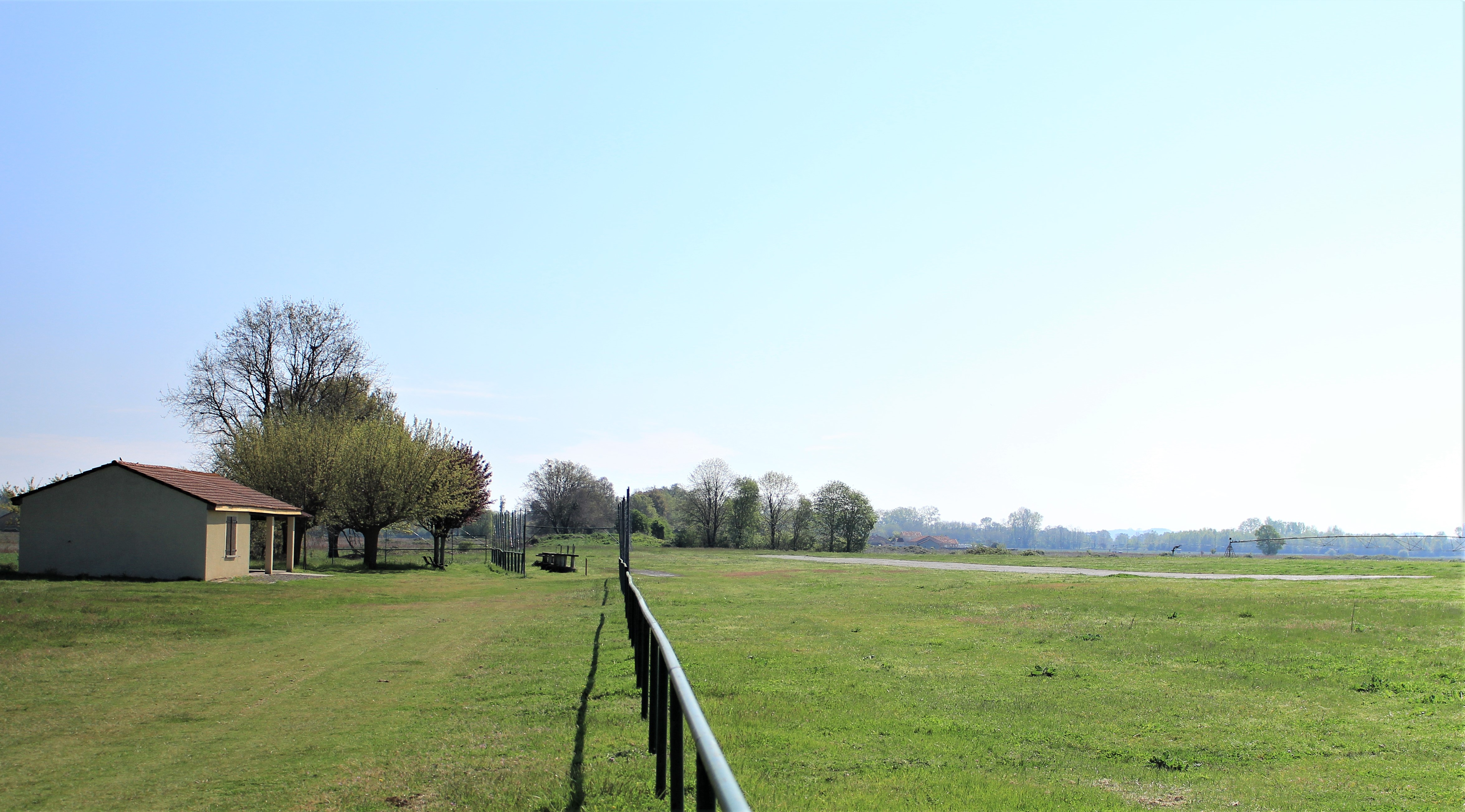
L'aérodrome.
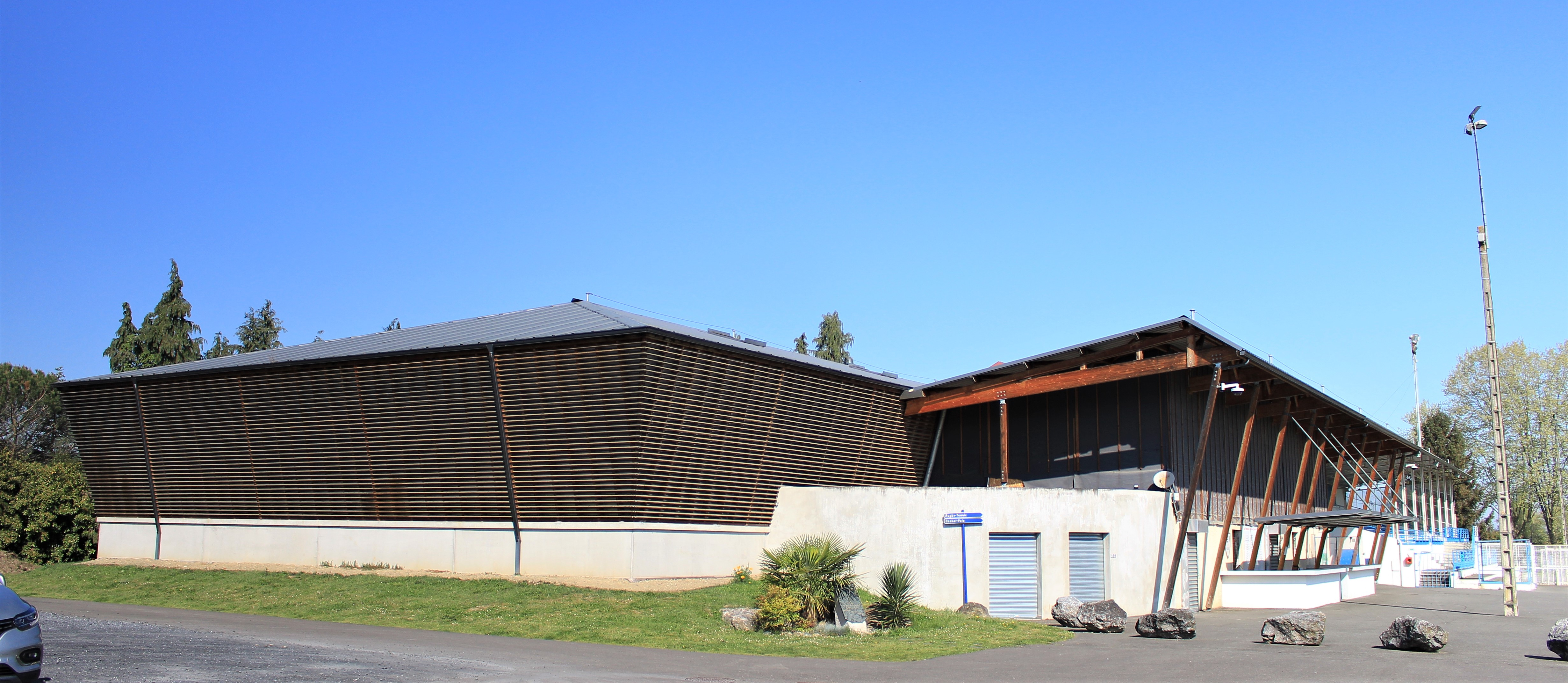
Le gymnase.

## Économie

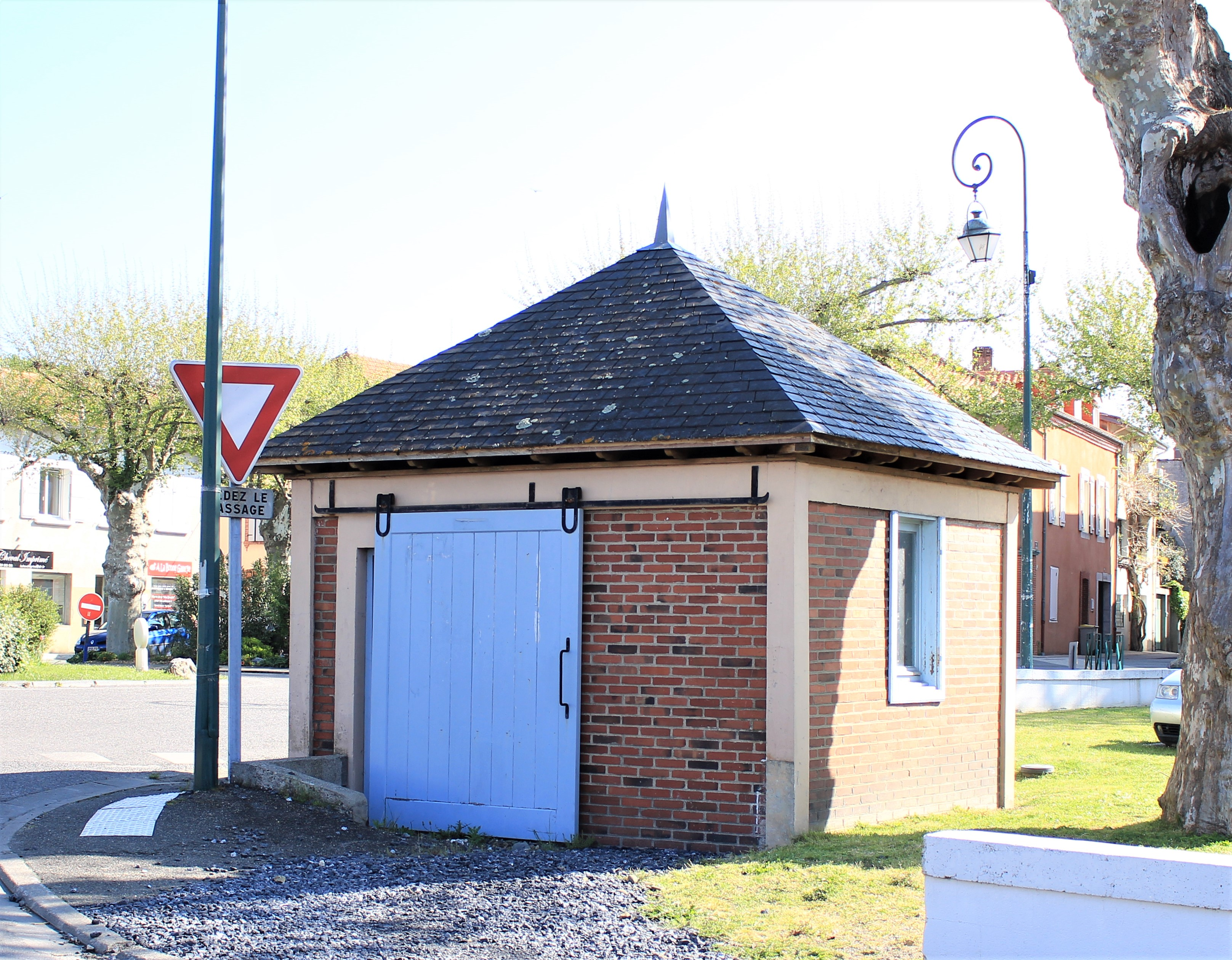
L'ancienne bascule en 2023.

### Revenus
En 2018, la commune compte 2 108 ménages fiscaux, regroupant 4 206 personnes. La médiane du revenu disponible par unité de consommation est de 19 640 € (20 420 € dans le département). 39 % des ménages fiscaux sont imposés (44,4 % dans le département).

### Emploi
|                | 2008  | 2013   | 2018   |
| -------------- | ----- | ------ | ------ |
| Commune        | 8 %   | 11,7 % | 11,4 % |
| Département    | 7,7 % | 9,4 %  | 9,8 %  |
| France entière | 8,3 % | 10 %   | 10 %   |

En 2018, la population âgée de 15 à 64 ans s'élève à 2 713 personnes, parmi lesquelles on compte 68,3 % d'actifs (56,9 % ayant un emploi et 11,4 % de chômeurs) et 31,7 % d'inactifs,. En  2018, le taux de chômage communal (au sens du recensement) des 15-64 ans est supérieur à celui de la France et du département, alors qu'il était inférieur à celui de la France en 2008.
La commune fait partie de la couronne de l'aire d'attraction de Tarbes, du fait qu'au moins 15 % des actifs travaillent dans le pôle,. Elle compte 2 157 emplois en 2018, contre 2 240 en 2013 et 2 114 en 2008. Le nombre d'actifs ayant un emploi résidant dans la commune est de 1 565, soit un indicateur de concentration d'emploi de 137,8 % et un taux d'activité parmi les 15 ans ou plus de 44 %.
Sur ces 1 565 actifs de 15 ans ou plus ayant un emploi, 613 travaillent dans la commune, soit 39 % des habitants. Pour se rendre au travail, 82,7 % des habitants utilisent un véhicule personnel ou de fonction à quatre roues, 2,4 % les transports en commun, 10,7 % s'y rendent en deux-roues, à vélo ou à pied et 4,2 % n'ont pas besoin de transport (travail au domicile).

## Culture locale et patrimoine

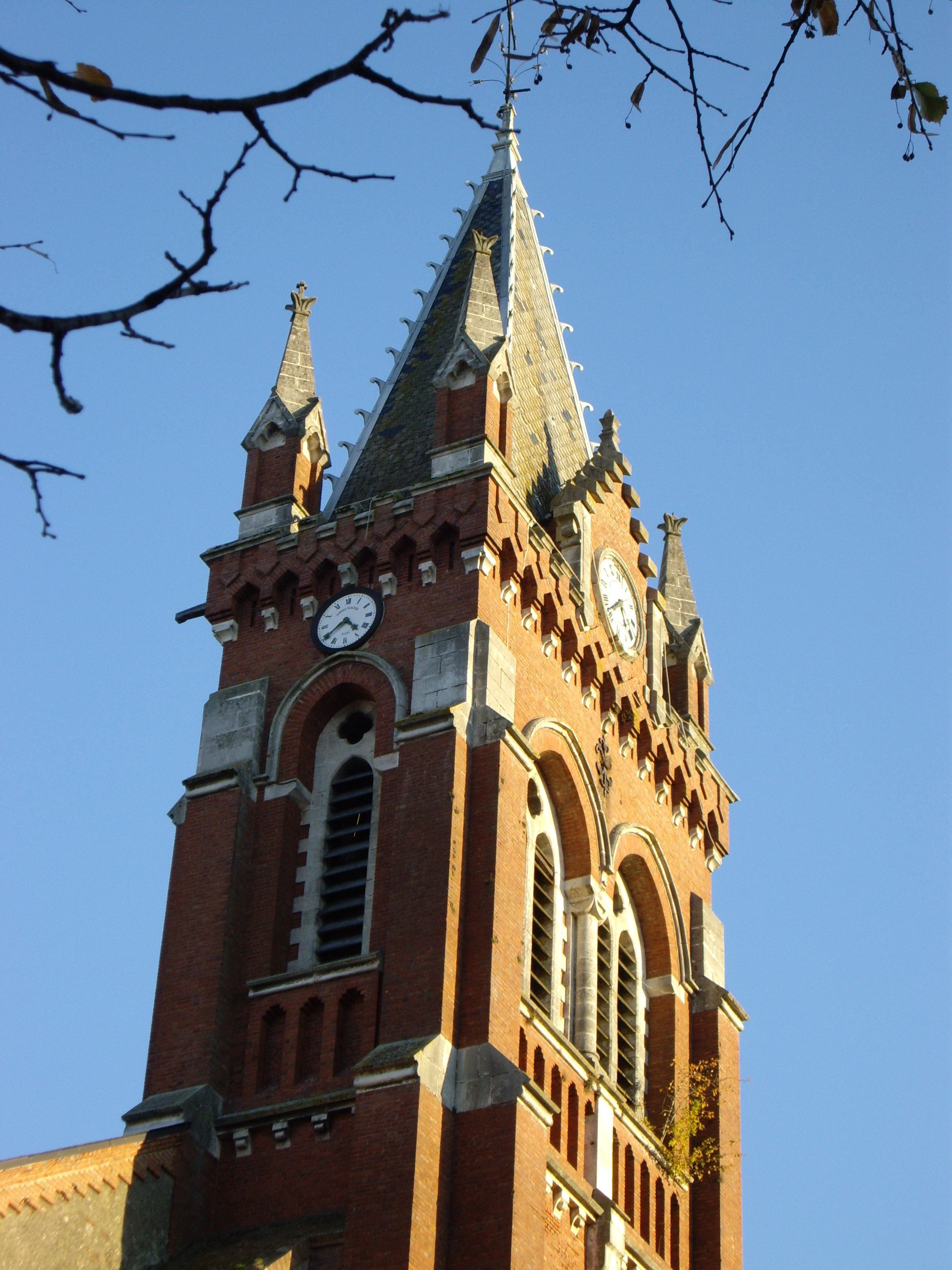
L'église Saint-Martin de Vic-en-Bigorre.

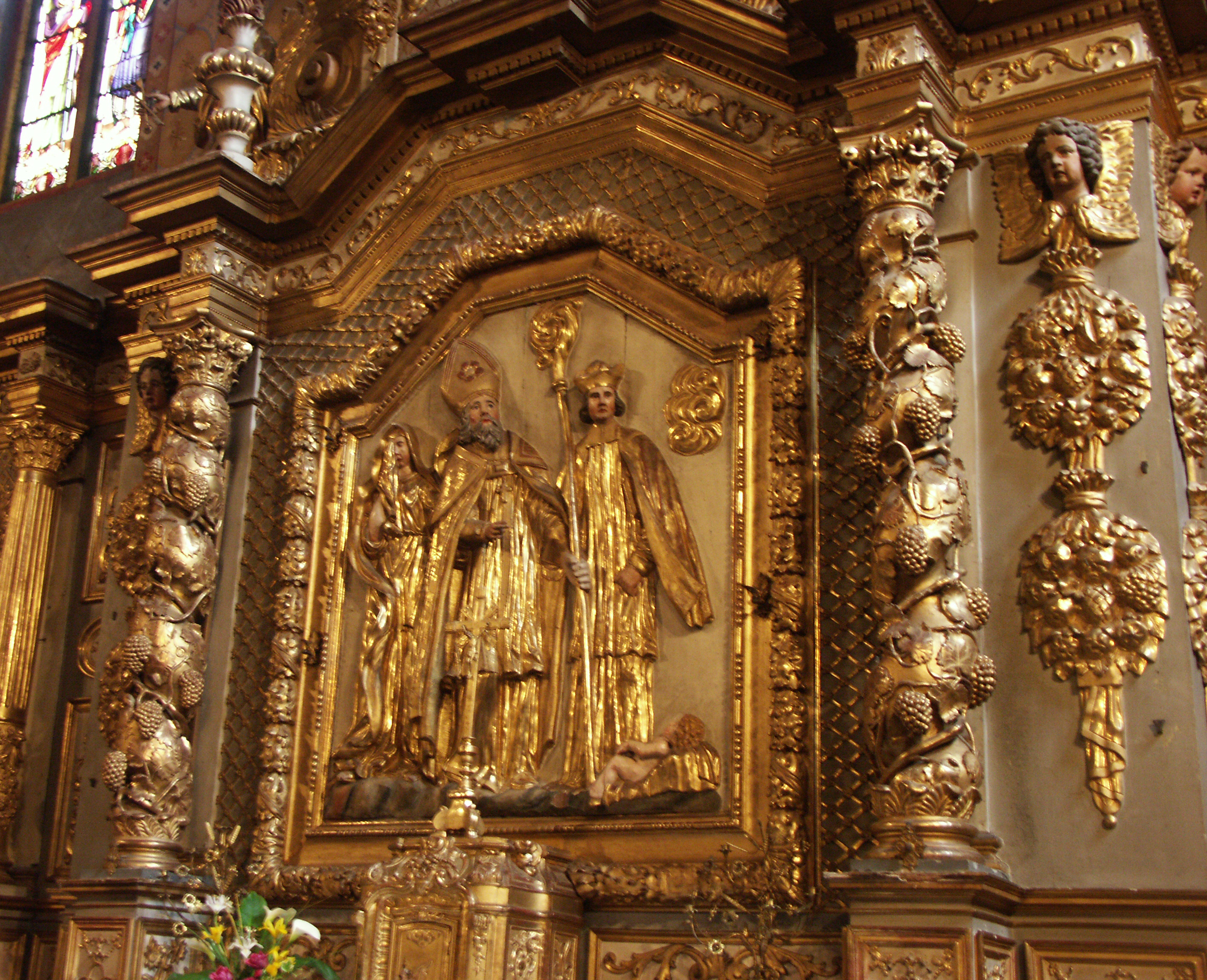
Église Saint-Martin de Vic-en-Bigorre : retable en bois de noyer exécuté par Simon Boysson. Saint Martin ressuscite un enfant à ses pieds.

### Lieux et monuments
- L’hôtel de ville date du XVIIIe siècle et XIXe siècle mais a été remanié au XXe siècle.
- Face à lui, se dresse La Revanche, œuvre du sculpteur vicquois Edmond Desca faisant office de monument aux morts pour la guerre franco-prussienne de 1870.
- Non loin, trône encore Le Poilu de Martial Caumont, statuaire tarbais symbolisant ici le sacrifice des soldats de la Grande Guerre.
- La halle a été édifiée en 1862 par l'architecte Jean-Jacques Latour (établi à Tarbes de 1842 à sa mort en 1868). Représentative de l'architecture métallique de l'époque, elle est constituée d'une ossature de fonte vitrée suivant l'exemple des pavillons conçus par Victor Baltard (1805-1874) pour les halles centrales de Paris (voir Pavillon Baltard).
- L'église Saint-Martin abrite un magnifique retable datant du XVIIe siècle.
- Lavoir.
- Le Monument aux morts municipal œuvre de Martial Caumont.

Sélection de vues des équipements municipaux
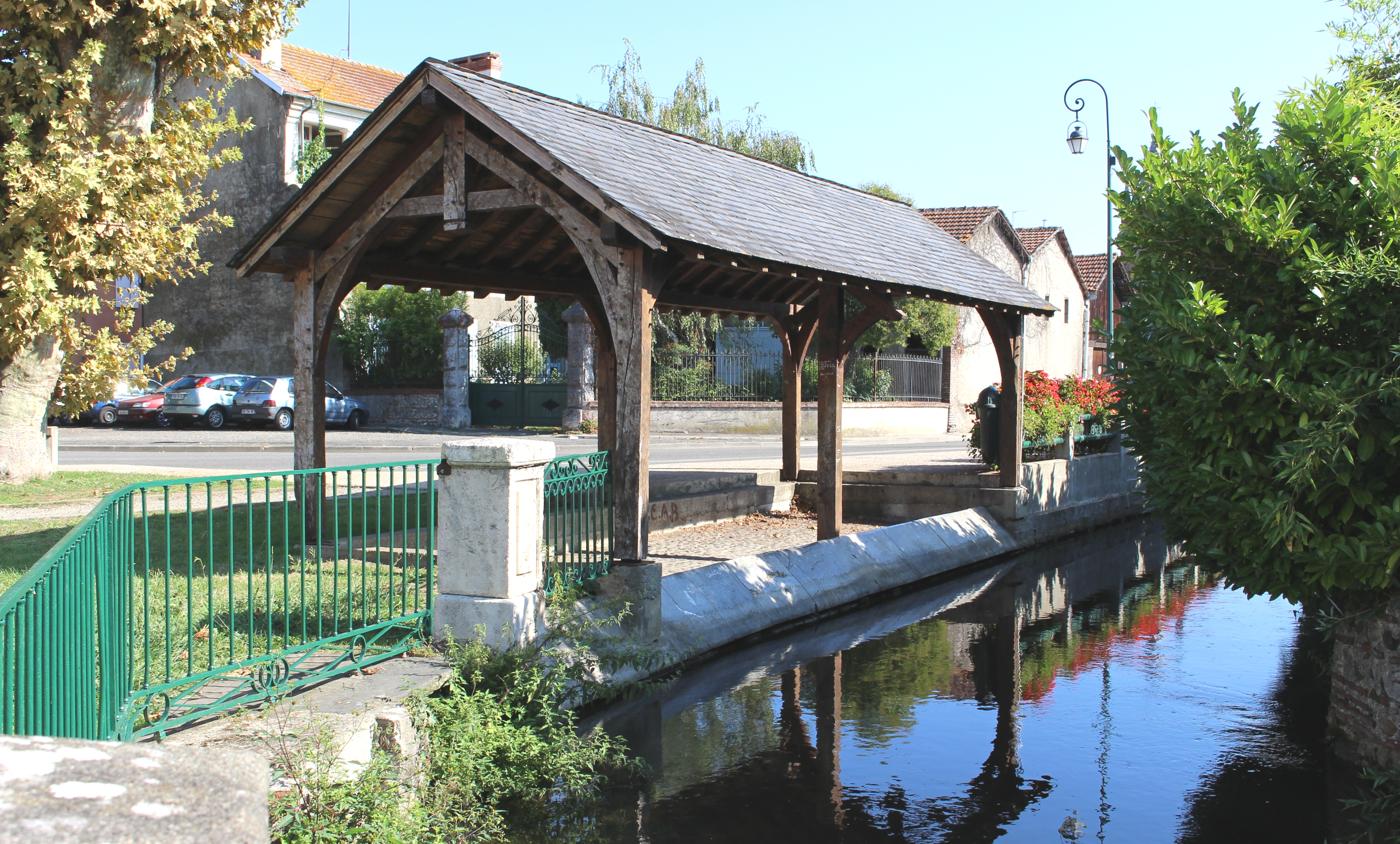
Le lavoir.
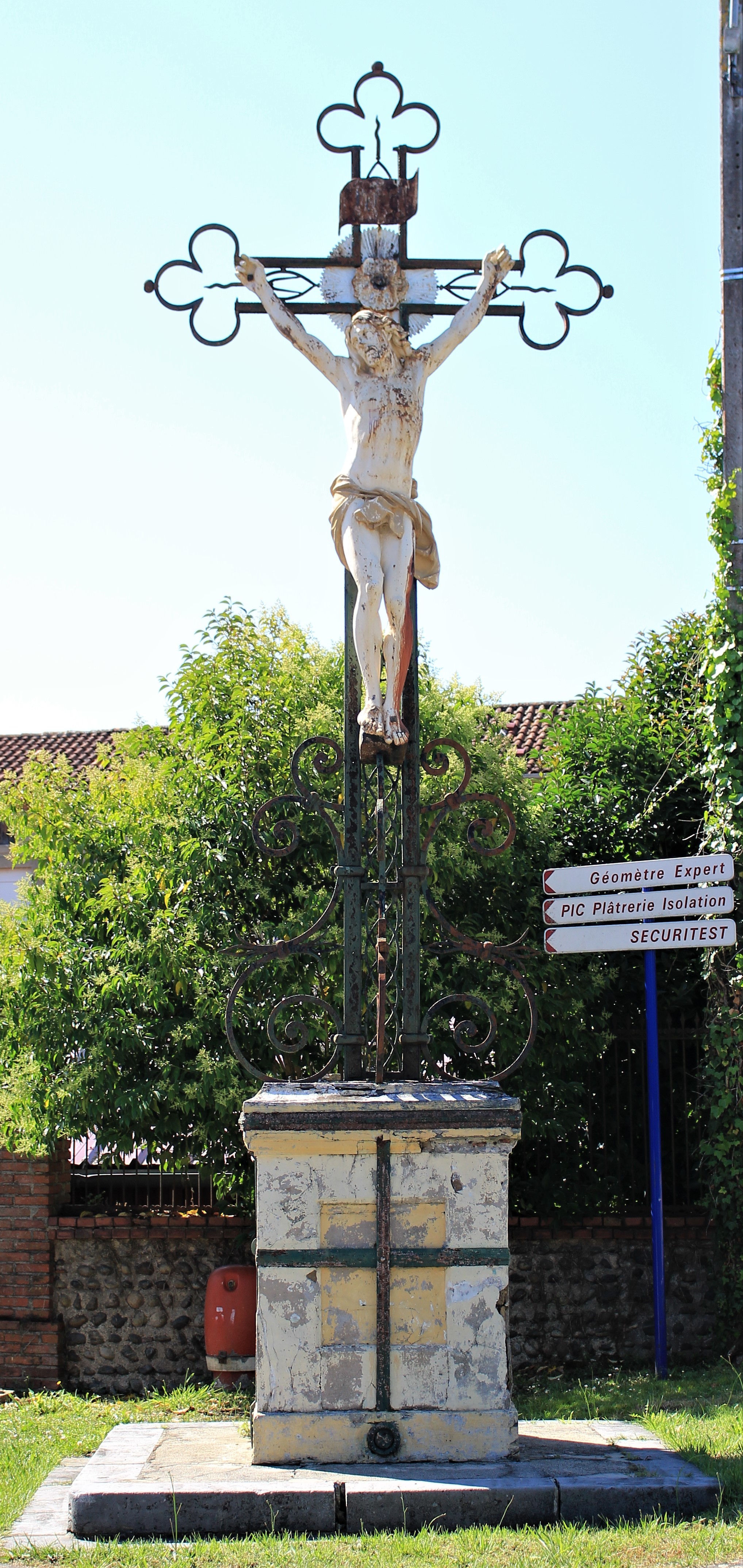
Une croix.
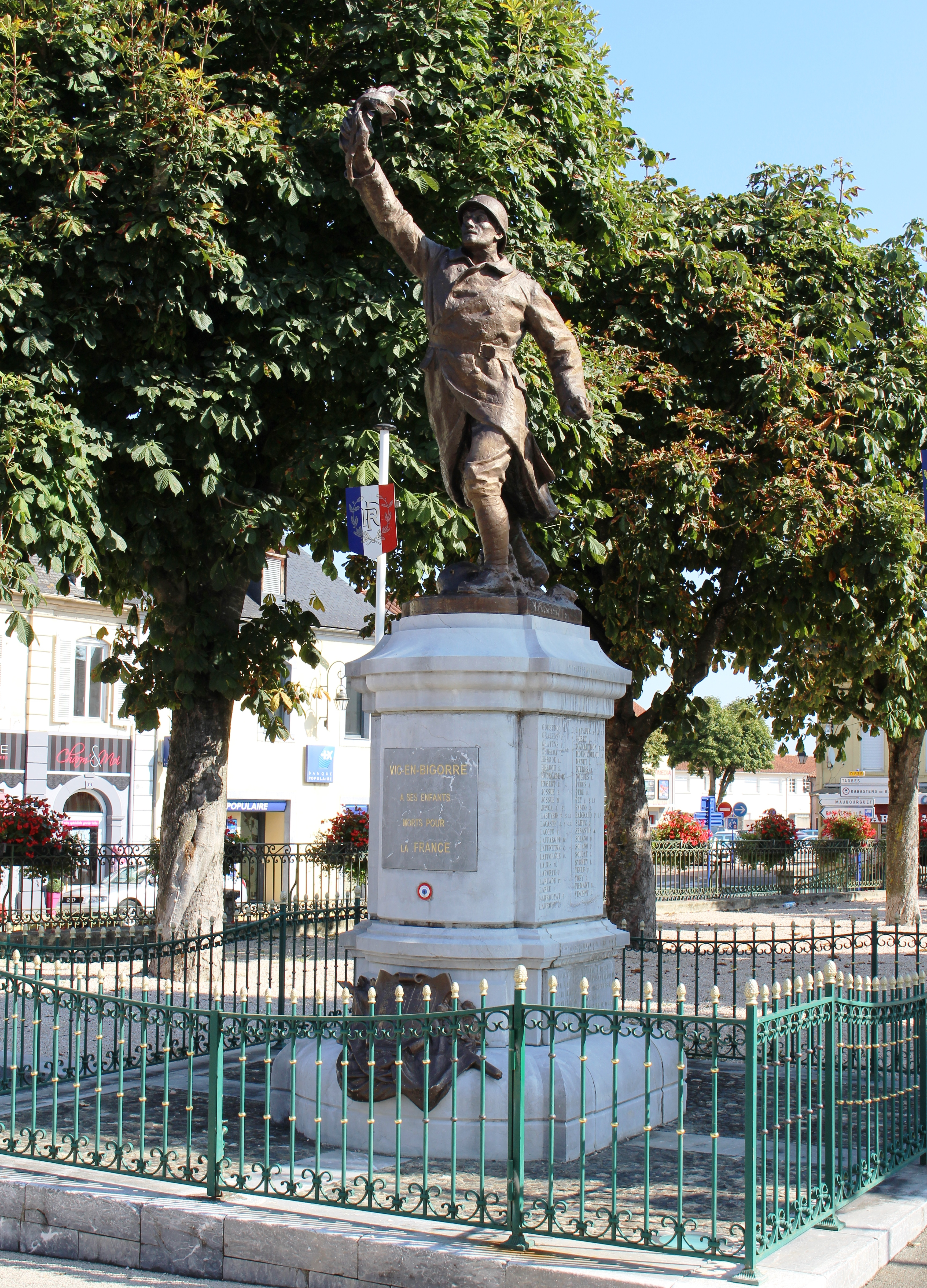
Monument aux morts municipal 1914-1918 -1939-1945.
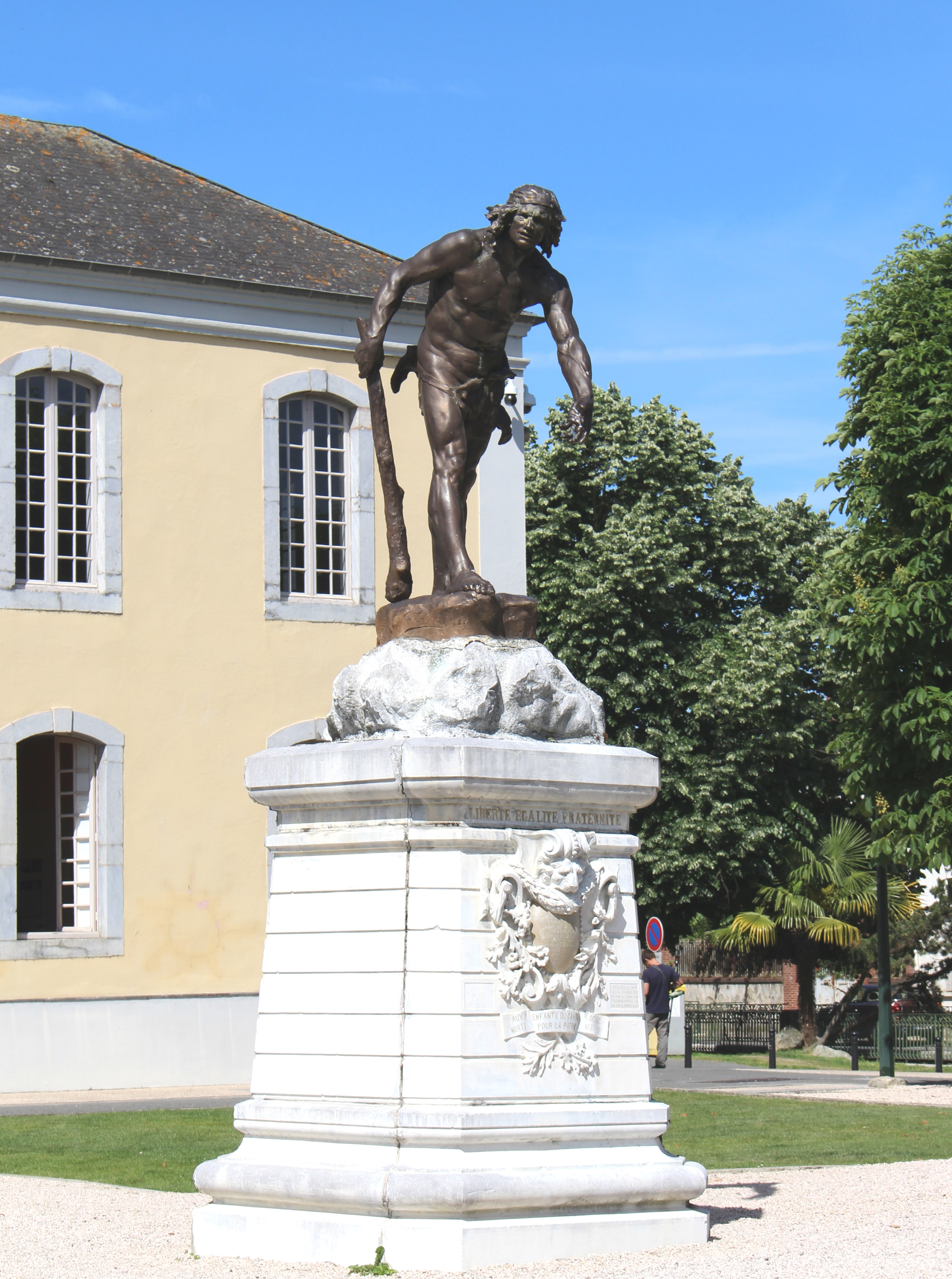
Monument aux morts municipal 1870-1871.
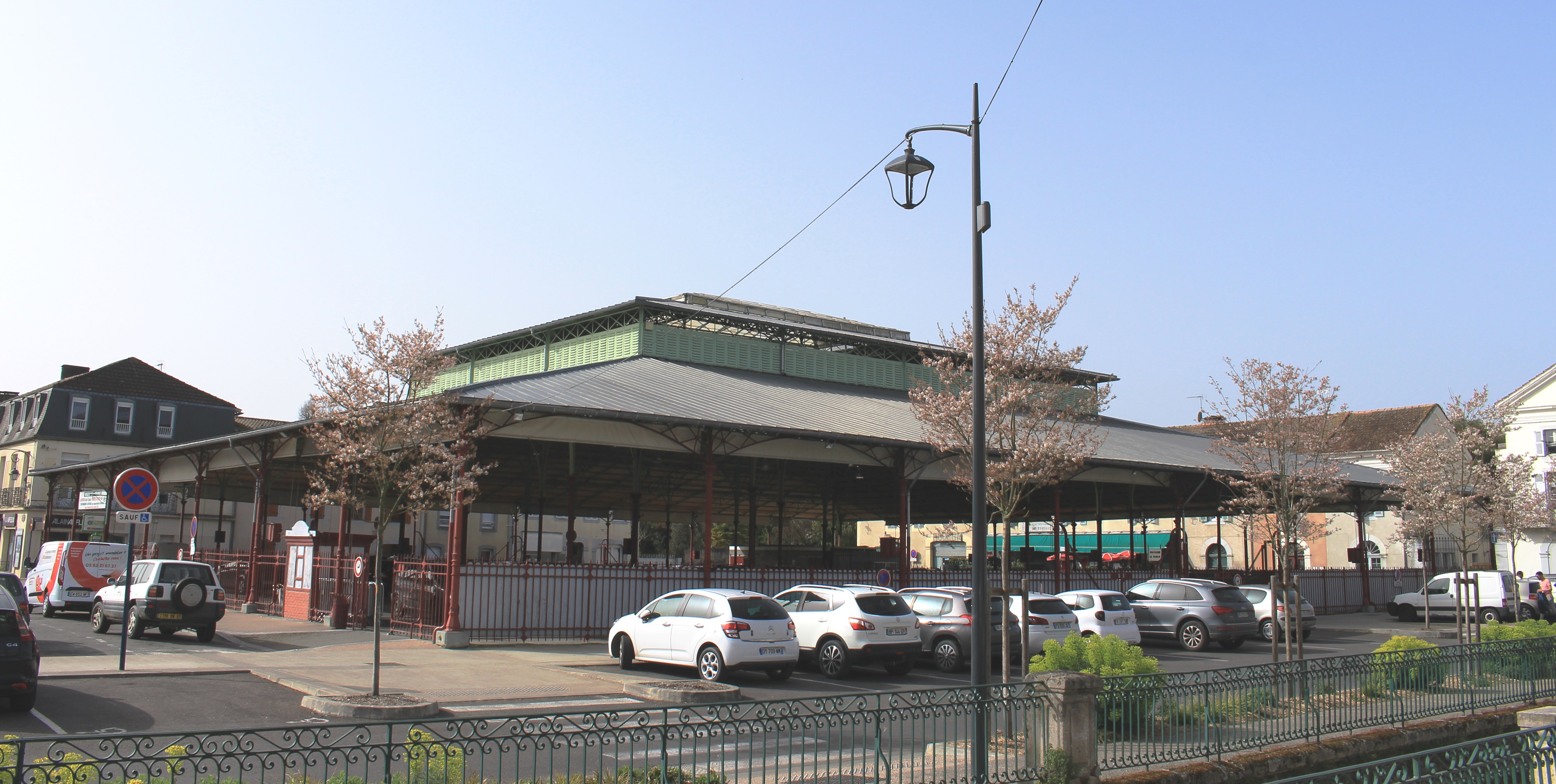
La halle.
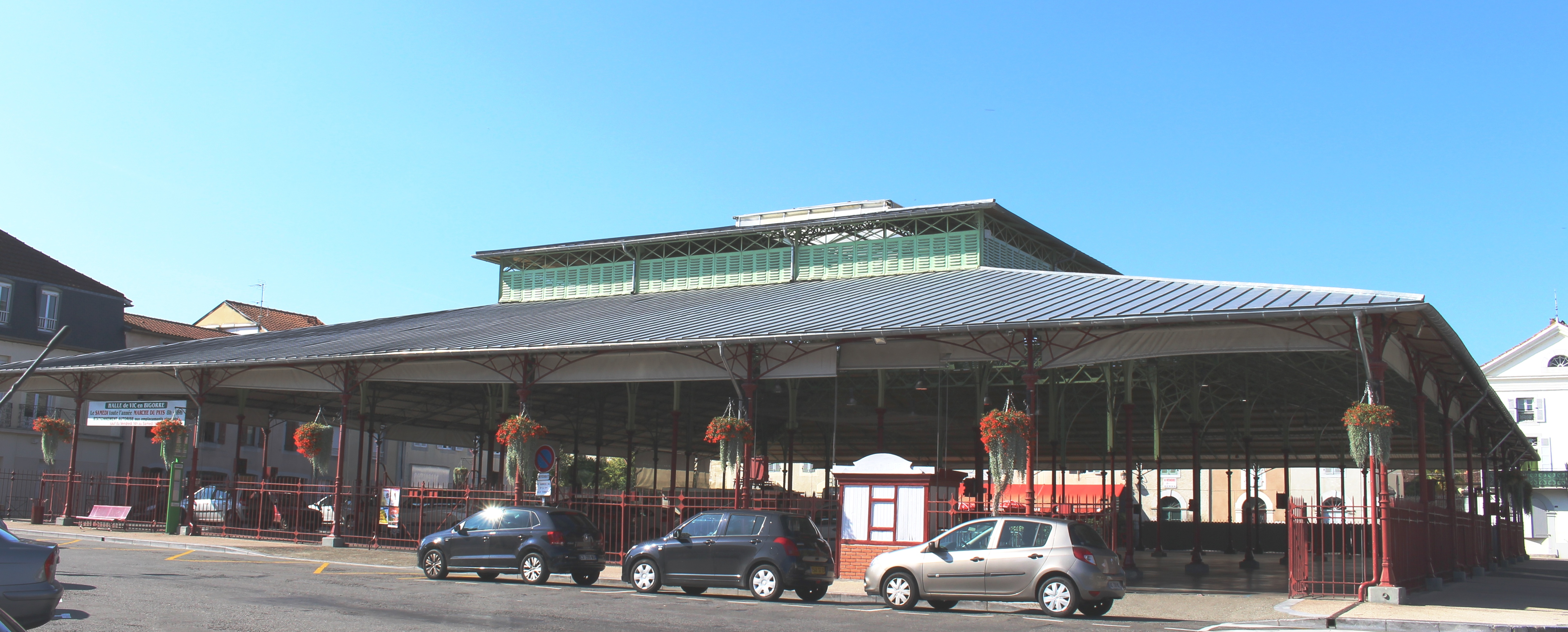
La halle.

### Personnalités liées à la commune
- Jacques-Marie Fourcade (1779-1862) : homme politique né à Vic-en-Bigorre.
- Marie-Barthélemy de Castelbajac (1776-1868) : homme politique né à Vic-en-Bigorre.
- Joseph Jacques Marguerite Bernard Lacaze, homme politique né le 9 novembre 1798 à Vic-en-Bigorre (Hautes-Pyrénées) et décédé le 24 février 1874 à Vic-en-Bigorre (Hautes-Pyrénées).
- Mgr Dominique Peyramale, curé de Lourdes à l'époque des apparitions de la Vierge Marie à Bernadette Soubirous, fut vicaire de Vic-en-Bigorre de 1835 à 1837.
- Joseph Fitte (1845-1915), homme politique, maire de Vic-en-Bigorre, député des Hautes-Pyrénées de 1902 à 1915.
- Edmond Desca (1855-1918) : sculpteur né à Vic-en-Bigorre.
- Xavier de Cardaillac (1858-1930), avocat, historien traducteur et journaliste né à Vic-en-Bigorre.
- Simin Palay (1874-1965) : poète, écrivain et auteur d'un grand dictionnaire de gascon et béarnais, il a vécu quelques années à Vic-en-Bigorre où ses parents s'installent en 1888.
- Pierre Trouillé, (1907-1986) : haut fonctionnaire français, préfet de la Corrèze durant la Seconde Guerre mondiale.
- Pipiou Dupuy (1934-2010) : joueur de rugby à XV né et mort à Vic-en-Bigorre.
- Henri Vignes (1916-1985) : résistant et écrivain français né à Vic-en-Bigorre.
- Aurore Tillac (1980-)  cheffe du chœur de l'Armée française à la Garde républicaine, élève de l'école de musique.

### Héraldique
| Blason | Blasonnement : Coupé : au premier parti : au I d'azur aux trois fleurs de lys d'or, au II écartelé au 1 et au 4 d'or aux deux vaches de gueules passant l'une sur l'autre, accornées, onglées, colletées et clarinées d'azur, au 2 de gueules aux chaînes d'or posées en croix, sautoir et orle, chargées en cœur d'une émeraude au naturel, au 3 d'or aux trois pals de gueules, au second d'or au lion de gueules, armé et lampassé d'azur, tenant de ses pattes antérieures un miroir d'argent bordé de sinople, au manche du même. Commentaires : ce blason est officiel (vérifié auprès de la mairie). |